# Religionskritik
Religionskritik stellt Religiosität und Religionen, ihre Glaubensaussagen, Konzepte, Institutionen und Erscheinungsformen rational beziehungsweise moralisch-ethisch in Frage. Sie begleitet die Religionen durch ihre ganze Geschichte.

## Haupttypen
Die Kritik an anderen Religionen ist eine verbreitete Form religiöser Selbstdarstellung, besonders dort, wo eine Religion einen Absolutheitsanspruch für den eigenen Glauben erhebt. Im Monotheismus, wo ein höchster Gott zugleich als einziger Gott gilt, werden andere Götter bzw. Gottesbilder und ihnen zugeordnete Offenbarungen in der Regel am Maßstab des eigenen Gottesbildes kritisiert und mitunter als Götze verurteilt. Diese Form der Kritik hat die Religionsgeschichte wesentlich mitbestimmt.
Eine seit der Antike bekannte immanente Kritik misst empirische Erscheinungen von Religion am normativen Begriff einer absoluten Wahrheit, um falsche Gottesvorstellungen und Religionspraktiken abzuweisen. Die Christliche Theologie unterschied seit etwa dem Jahr 400 die „wahre“ von der „falschen“ Religion innerhalb und außerhalb des Christentums. Diese Unterscheidung wurde besonders in der Reformationszeit als reflektierte theologische Selbstkritik ausformuliert, um die christliche Religionsausübung zu reformieren.
Die Philosophie der Neuzeit bildete im Zeitalter der Aufklärung einen Allgemeinbegriff von Religion, um die verfeindeten christlichen Konfessionen, ihren Dogmatismus und ihre wechselseitigen Absolutheitsansprüche zu kritisieren. Dieser Allgemeinbegriff umfasste tendenziell auch außerchristliche Religionen und religionsähnliche Weltanschauungen, ordnet also Vorstellungen von „so etwas wie Gott“ in ein gemeinsames Genus ein. Die menschliche Religiosität wurde auf eine natürliche Fähigkeit des Menschen zum Erleben, Erfragen und Begreifen eines Sinnganzen zurückgeführt, die sich zur humanen Vernunft fortentwickeln könne und werde. Diese Vernunftreligion sollte die widerstreitenden partikularen Glaubensbekenntnisse rationalen Zwecken dienstbar machen, überwinden, auflösen oder in ein höheres, nun ganz auf sich selbst gestelltes Selbstbewusstsein „aufheben.“ Damit wurde zunehmend Religion überhaupt Gegenstand kritischen Denkens.
Der Theologe Johann Heinrich Tieftrunk verwendete die Begriffe „Kritik der Religion“ (1790) bzw. „Religionskritik“ (1791 ff.) erstmals als Titel. Er verstand sie wie Immanuel Kant (Religion in den Grenzen der praktischen Vernunft, 1793) als kritische Prüfung nicht nur bestimmter Religionsinhalte, sondern des religiösen Bewusstseins als solchem, das zu kritisieren sei, soweit es der Autonomie der Vernunft widerspreche.
Seit den Enzyklopädisten des 17. und 18. Jahrhunderts wurde eine dezidierte Religionskritik zunehmend als spezielle philosophische Teildisziplin entfaltet. Daraus entstanden vor allem im 19. und frühen 20. Jahrhundert ausformulierte Gegenpositionen zu Religion an sich. Als in diesem Sinn „klassische“ Religionskritiker gelten heute vor allem Auguste Comte, Ludwig Feuerbach, Karl Marx, Friedrich Nietzsche, Sigmund Freud, Bertrand Russell, Albert Camus und Jean-Paul Sartre. Mit ihren Theorien schufen sie atheistische Weltbilder oder trugen zu deren Entwicklung bei. In den neuzeitlichen Naturwissenschaften setzte sich der methodische Grundsatz durch, Erkenntnisse unter prinzipiellem Verzicht auf transzendent begründete Dogmen oder Hypothesen zu gewinnen.
Die verschiedenartige Religionskritik des Empirismus, Materialismus, Rationalismus, Positivismus, Marxismus, der Psychoanalyse und des Existentialismus zielt auf Aufklärung, Destruktion und/oder Ersetzung vorhandener Religion, indem sie deren Entstehung aus nichtreligiösen Faktoren aufzuzeigen versucht. Auch diese Entwürfe bezogen sich historisch vor allem auf vom Judentum und Christentum überlieferte theistische Gottesbilder und Dogmen. Sie kritisieren aber darüber hinaus jede Religion und auch die philosophische Metaphysik, die ihren reflektierten Gottesbegriff ihrerseits gegen personale, mythische und naive Gottesbilder abgrenzte.
Stand in der Frühen Neuzeit der kirchliche Anspruch auf abschließende Welterklärung, im 18. Jahrhundert das christliche Monopol auf ethische Lebensführung im Feuer der aufklärenden Kritik, so rückte im 19. Jahrhundert die soziale Funktion der (noch immer vor allem christlichen) Religion in den Vordergrund des kritischen Interesses. Sie wurde nun immer stärker als Sammlung von Methoden der Selbstberuhigung, Fremdbestimmung und Herrschaftssicherung angesehen, die es zu überwinden und abzuschaffen gelte.

## Antike griechische Philosophie
Die griechische Philosophie der Antike wies aller abendländischen Philosophie den Weg, indem sie das Konzept der „Vernunft“ (griech. λόγος, logos) ins Zentrum ihrer Reflexion rückte. Die „Warum“-Frage, aus dem Staunen über den Kosmos geboren, nach seinem Grund und Sinn suchend, ist der Beginn dieser philosophischen Haltung. Damit begann „das Sterben der Götter“: In allen Varianten griechischen Geistes war eine Kritik an überkommener Religion, am Mythos der Götterwelt, am Schein oder am falschen Sein des allzu selbstverständlich Gegebenen, an der Unvernunft möglich, angelegt und großenteils auch ausformuliert. Wissen stand tendenziell von vornherein gegen Glauben. Jedoch verstand die frühe griechische Philosophie sich nicht primär als Religionskritik: Obwohl viele ihrer Denker die Götter und ihre Mythen als Illusion sahen und beschrieben, bekämpften sie die praktische Religionsausübung kaum. Auch für Skeptiker, kritische Empiristen und Materialisten war die metaphysische Frage nach einem Weltgrund, Weltganzen und Sinn des Seins nicht erledigt und beschäftigte viele von ihnen zentral.

### Vorsokratische Ursprungsphilosophen
Die Vorsokratiker suchten den Urgrund aller Dinge (griechisch ἀρχή, Archē) nicht jenseits der Welt, sondern in ihr. Damit entmythologisierten sie tendenziell die griechische Mythologie.
Die Mythen Homers hatten „Okeanos“, die Theogonie Hesiods das Chaos als Ursprung allen Lebens, auch dessen der Götter, dargestellt. Dieser Mythos steht aus Sicht einiger Religionskritiker auch hinter der biblischen „Urflut“ (Genesis 1,2 ). Thales (um 630–560 v. Chr.) machte daraus eine empirisch überprüfbare Aussage: Er sieht das Wasser als einheitlichen Urstoff, aus dem alle übrige Stoffe hervorgingen.
Sein Schüler Anaximander (um 610–547 v. Chr.) versucht, aus dem damals zugänglichen Wissen erstmals ein konsistentes Weltmodell abzuleiten. Er kommt vom Gedanken der unendlichen Zeit (mythisch im Titan Kronos symbolisiert), vom ewigen Werden und Vergehen, zum negativen Grenzbegriff des Grenzenlosen (griech. ἄπειρον, apeiron): Der Urgrund könne kein bekannter Stoff sein, da alle Stoffe zeitlicher Veränderung unterlägen. Er müsse in allem enthalten sein, ohne je wahrnehmbar und bestimmbar zu werden. Das schließe alle positiven Aussagemöglichkeiten über ihn aus. Dies nahm die seit dem Neuplatonismus verbreitete negative Theologie vorweg.
Für Anaximenes (um 585–524 v. Chr.) dagegen muss die grenzenlose Ursubstanz bestimmbar sein, da sonst aus ihr keine konkreten Dinge entstehen könnten. Er findet sie in der „Luft“, die alle Substanzen durchdringe und als ständige Bewegung ihre Qualitätsänderungen bewirke.
Pythagoras (ca. 580–500 v. Chr.) führt die Veränderungen der Dinge nicht auf einen Urstoff, sondern auf mathematisch berechenbare Gesetzmäßigkeiten zurück. Diese seien dem Menschen erkennbar, weil seinem Geist das Zahlensystem innewohne. Damit nahm er Platons Ideenlehre vorweg. Er bekämpfte die Göttermythen Homers und lehrte eine unpersönliche Gottheit ohne menschliche Eigenschaften. Aber er glaubte auch an die zyklische Seelenwanderung und übernahm Rituale aus dem Apollos- und Orpheuskult.

### Xenophanes und Nachfolger
Xenophanes aus Kolophon (570–475 v. Chr.) gilt als erster antiker Religionskritiker. Aus sehr verschiedenen Gottesvorstellungen, die ihm bei Auslandsreisen begegneten, folgert er, diese müssten von den jeweiligen Gläubigen geprägt sein (Fragment 27): „Die Äthiopier behaupten, ihre Götter seien stumpfnasig und schwarz, die Thraker, blauäugig und blond.“ Jedes Volk stelle sich Gott also analog zum eigenen Aussehen vor: Damit nahm er Feuerbachs Projektionsverdacht im Kern vorweg. Er kritisiert den Anthropomorphismus der Mythen Homers und Hesiods, der den Göttern unsittliches Verhalten wie Ehebruch, Eifersucht, Betrug usw. zutraue (Fragment 26).
Dabei argumentiert er nicht atheistisch, sondern ethisch gegen falsche Gottesbilder und die Vielheit der Götter. Die Naturereignisse seien nicht göttlichen Ursprungs. Aber „in“, „hinter“ oder „über“ allen Gottesbildern sei das Göttliche als vollkommenes Wesen zu erahnen (Fragment 34): bei aller unbewussten Evidenz unsagbar und unbeschreibbar. Dieses einheitsstiftende Urprinzip müsse ein einziges, umfassendes, alle Vorstellungen übersteigendes reines Geistwesen (griech. νοῦς, nous) sein: darin der Kugelform ähnlich (Fragment 37). Absolutes Wissen darüber sei aber in der Welt der ständig wandelbaren Dinge unmöglich (Fragment 38): „Denn sogar wenn es einem in außerordentlichem Maße gelungen wäre, Vollkommenes zu sagen, würde er sich dessen trotzdem nicht bewusst sein: bei allen Dingen gibt es nur Annahmen.“ Gott werde durch menschliches Reden über Gott unweigerlich begrenzt.
Sein Schüler Parmenides (geb. um 520/515 v. Chr., Todesjahr unbekannt) stellt den Begriff des Seins (ὤν) ins Zentrum seiner Reflexion und gibt der abendländischen Philosophie damit jahrhundertelang ihr Thema vor. Er geht vom Denken aus und schließt in einem klassischen Syllogismus das Nichtsein als undenkbar aus: Denken bedeutet Seiendes denken und ist nur als logisches Urteilen in Form des Aussagesatzes (Subjekt – Prädikat) möglich. Das „ist“ im Urteilssatz beweist das Dasein des gedachten Gegenstandes. Das „Sein“ ist nicht nur Objekt, sondern auch Mittel des Denkens, ja es denkt selbst. Damit nimmt Parmenides den ontologischen Gottesbeweis vorweg.
Empedokles (um 483–423 v. Chr.) erkennt nur dem Stoff Sein zu, das bleibt. Werden ist Bewegung, die als Kraft auf quantitativ beständigen Stoff wirkt: Das begründete die mechanische Physik. Aber die Vielfalt des Werdens lasse sich unmöglich aus einem einzigen Urstoff erklären. So lehrt er die vier Elemente Feuer-Wasser-Erde-Luft, die sich ständig neu verbinden und trennen und so Werden und Vergehen erzeugen, ohne je das Gesetz der Stofferhaltung zu brechen: Das begründete die Chemie und verweist auf den Massenerhaltungssatz. Doch auch er hielt die Idee einer nichtstofflichen Geisterwelt fest und glaubte an die Seelenwanderung als Strafe des Schicksals für in diesem Leben begangene Verbrechen.
Anaxagoras (um 500–428 v. Chr.) fragt nach dem wahren „ersten Bewegenden“ des mechanischen Prozesses. Er lehrt feste Elementarteilchen (σπέρματα, spermata), aus denen sich auch Feuer und Luft zusammensetzen. Alles entstehe aus allem, indem es sich neu mische und scheide; Eigenschaften seien nur Mischungsverhältnisse. Umso mehr frage sich, was zur ständigen Neuordnung der Teilchen den Anstoß gebe: Es könne nicht in der Materie liegen, sondern müsse Geist (νοῦς) sein, der alle Dinge sinnvoll und zweckmäßig ordne. Er sah diese einfache, mächtige und wissende Essenz aber nicht als Gottheit, sondern als feinsten aller Stoffe, der so von allen übrigen Substanzen geschieden sei und sie doch alle umgebe, durchflute und umherwirble. Nur der Mensch habe Anteil an diesem Wesen; darum könne er es erkennen und die Welt der Dinge, Pflanzen und Tiere beherrschen. Anaxagoras wurde als „Atheist“ angeklagt und verließ deshalb Athen.

### Frühe Materialisten

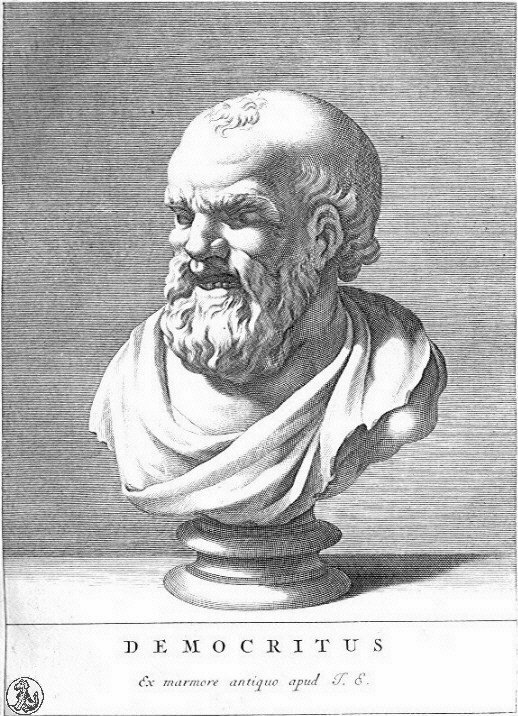
Demokrit

Demokrit (460–390 v. Chr.) lehrte erstmals eine konsistente materialistische Weltanschauung mit vier Grundaussagen:
- Nichts existiert als Atome und leerer Raum.
- Substanz besteht ewig und unveränderlich. Aus Nichts kann nichts entstehen.
- Alles Werden ist mechanische Bewegung.
- Nichts geschieht ohne Ursache: Das Kausalgesetz gilt universal. (Determinismus)

Darauf baut er sein Weltbild auf, das etwa moderne Theorien der Planetenentstehung und den biologischen Survival of the Fittest (das Überleben der am besten Angepassten) schon erstaunlich genau vordachte. Für Götter und Geister war nun kein Raum mehr: Auch die Seele sei feinstofflich und zerstreue sich nach dem Tod des Einzellebens.
Epikur (341–270 v. Chr.) gibt erstmals eine rationale Erklärung für das Entstehen der Religion: Ihre Lehren seien nur ein Abbild menschlicher Ideen, die keine äußeren Einwirkungen zu ihrer Erklärung benötigen. Die Götter der griechischen Mythologie erwiesen sich durch ihre anthropomorphen (menschenähnlichen) Züge als Wunschgebilde. Diese Kritik trifft teilweise und indirekt – da Epikur sie nicht ausdrücklich darauf bezog – auch einzelne Gottesbilder des Alten Testaments, die den personalen Schöpfergott mit menschlichen Eigenschaften ausstatten und in bewusst menschlicher Sprache auch vom „eifersüchtigen“, „zornigen“, „reuigen“ und „liebenden“ Gott sprechen.
Lactantius überliefert ein prägnantes Argument eines unbekannten Skeptikers gegen die Theodizee, das er irrtümlich Epikur zuschrieb: Gott sei entweder nicht allmächtig oder nicht wohlwollend, da sonst die Übel in der Welt nicht bestehen könnten.
Der römische Dichterphilosoph Lukrez (ca. 98–55 v. Chr.), ein Anhänger Epikurs, führt in seinem Werk Über die Natur der Welt 28 Beweise für die Nichtexistenz der Götter aus. Er führt Religion auf menschliche Furcht zurück, die nur durch „des Geistes lebendige Kraft“ besiegt werden könne.

### Sophistik
Die Sophisten betrieben eine Religionskritik durch aufklärende Rhetorik. Oft waren sie geschulte Anwälte vor Gericht oder zogen als Wanderlehrer umher, um die Bevölkerung öffentlich zu bilden.
Protagoras (481–411) wollte nach eigener Aussage „das Starke schwach und das Schwache stark“ machen. Er vertrat eine subjektivistische Erkenntnistheorie, die bereits sehr modern anmutet. „Wahrheit“ hänge immer vom Betrachter ab (Fragment 1): „Wie alles einzelne mir erscheint, so ist es für mich, wie dir, so für dich … Der Mensch ist das Maß aller Dinge, der seienden, dass sie sind, der nichtseienden, dass sie nicht sind.“
Darum bestritt er über Xenophanes hinaus auch die Notwendigkeit eines Gottwesens hinter allen Göttern. Menschen könnten überhaupt keine Aussagen über Götter machen, weil sie in der veränderlichen Welt keine allgemeinen dauerhaften Erkenntniskriterien dafür besäßen (Fragment 4):
„Über die Götter allerdings habe ich keine Möglichkeit zu wissen, weder dass sie sind noch dass sie nicht sind, noch, wie sie etwa an Gestalt sind; denn vieles gibt es, was das Wissen hindert: die Nichtwahrnehmbarkeit und dass das Leben des Menschen kurz ist.“
Damit ließ er offen, ob es Götter gebe oder nicht, weil wir sie nicht erkennen können.
Man warf Protagoras schon zu Lebzeiten vor, dass er diese Not des Nichtwissens zur Tugend des rein subjektiven Behauptens transformiere und über alles Wissen allein entscheide, indem er sich selbst zum einzigen Maßstab allen Erkennens erhebe. Andere deuten seine Aussagen nicht als überhebliche Anmaßung, sondern als Hinweis auf einen Zwang: Der Mensch müsse sich zum Maß seines Wissens und Handelns machen, da er zunächst gar keinen anderen Maßstab habe. Damit wurde Protagoras auch für die subjektive Begründung von positiver, nicht absoluter Religion herangezogen. Denn auch jede „Offenbarung“ ereigne sich innerhalb des menschlichen Wahrnehmungsbereichs und sei nur individuell erfahrbar.

### Platon und Aristoteles
Platon wirft den Sophisten vor, Seelen nicht zu führen, sondern zu fangen, lediglich um recht zu haben und davon zu leben. Die Platoniker kritisieren also das Betreiben von Religionskritik als Gewerbe. Sie selbst gehen von ewigen, unveränderlichen, dem menschlichen Bewusstsein inhärenten bzw. angeborenen Ideen aus, die sich auch kritisch gegen falschen Schein und zu Mythen verdinglichte Wahrheit richten.
Aristoteles geht zwar gegen Platon wie Materialisten und Sophisten von der empirischen Wahrnehmung aus, schreitet aber zur metaphysischen Frage nach der prima causa (ersten Ursache) alles Seins fort. Von da aus kritisiert er sowohl die gewöhnliche Naturreligion, die an eine Vielzahl menschenähnlicher Götter glaubt, als auch das mechanistische und atomistische Weltbild, das der Vielfalt der Erscheinungen nicht gerecht werde. Sein Begriff des notwendigen, unpersönlichen, transzendenten „unbewegten Bewegers“ als Weltgrund kritisiert alle Ursprungsideen, die das Göttliche als Teil der Welt denken.
Platon und Aristoteles gelten nicht als Vorläufer der modernen Religionskritik, da diese die metaphysischen Voraussetzungen ihrer Kritik an konkreten Erscheinungsformen von Religion ihrerseits kritisiert.

### Stoa
Die Stoa kritisiert mit ihrer aus Naturbeobachtung gewonnenen Idee der Vorsehung (providentia dei) jene Gottesvorstellungen, die einen Weltgrund von der Welt getrennt denken, als rationale Erfindung.
Poseidonios von Apameia (um 135–50 v. Chr.) gilt als Begründer der mittleren Stoa, der ältere stoische Lehren kritisch revidierte. Sein nur bruchstückhaft von Schülern und Nachfolgern überliefertes Werk Über die Götter legte Marcus Tullius Cicero seinem Werk De natura deorum („Vom Wesen der Götter“) zugrunde. Danach unterschied Poseidonios streng zwischen einer angeborenen natürlichen Religiosität aller Menschen, die die Vorstellung von etwas Göttlichem in der Vernunft begründe, und den historisch und sozial erworbenen religiösen Vorstellungen konkret bestehender Kulte, die er ablehnte.
Diese Form der immanenten Religionskritik an empirischer Religionsausübung durch Rückführung auf natürliche Einsicht in den erfahrbaren Zusammenhang alles Weltgeschehens war im griechisch-römischen Hellenismus die Regel und bestimmte auch die spätere „Vernunftreligion“ der Aufklärung mit.

### Skeptizismus
Der Skeptizismus kritisiert die metaphysische Kosmologie wie die empirische Teleologie (Zielgerichtetheit) als menschliche Konstrukte, die an der widersprüchlichen Naturerfahrung zerbrechen. Er bestreitet die Möglichkeit eines metaphysischen Rückschlussverfahrens zum Erweis eines Weltgrundes oder der Sinnhaftigkeit der Welt.
Die Zielrichtung skeptischer Kritik ist also divergent: Sie kann den Gottesbegriff (als Reflexion auf den Weltgrund) ebenso bestreiten wie die Gotteserfahrung (als Reflexion auf das eigene Welterleben). Sie bestreitet in jedem Fall die Notwendigkeit eines – wie auch immer gearteten – Weltgrundes (genannt „Gott“) für die Welt und den Menschen. Dabei ist der Ansatz dieser Kritik seinerseits empirisch:
- Ohne direkte Hinweise auf die Existenz überirdischer Wesen gebe es keine Notwendigkeit, ihre Existenz anzunehmen. Dies betrifft alle Religionen, die an Götter glauben, besonders aber personale Gottesvorstellungen.

- Ohne direkte Hinweise auf die Existenz übernatürlicher Wirkungen gebe es keine Notwendigkeit, ihre Existenz anzunehmen. Dieser Kritikpunkt zielt auf religiöse Konzepte einer „Weltkraft“ oder eines „Weltgeistes,“ also auf der Natur und Geschichte inhärente Gottesvorstellungen.

Im Ergebnis kommt diese philosophische Kritik jedoch nicht über die allgemeine Skepsis an allen positiven Glaubensaussagen hinaus: Religion als Begegnung des Menschen mit einer existierenden oder gedachten Transzendenz sei philosophisch weder zu beweisen noch zu widerlegen, vgl. Skeptizismus.

## Mittelalterliche Entstehungsbedingungen
Die christliche Theologie versuchte seit der Apologetik (2. Jahrhundert), christliche Glaubenssätze mit einem empirisch-metaphysischen Weltbild auszugleichen. Dabei formulierte sie mehr oder weniger konsistente Grundannahmen über Natur, Welt und Mensch als Ganzes, über ihre Entstehung und Zukunft („Erlösung“). Sofern sie damit der allgemeinen Erfahrung zugängliche Wahrheit beanspruchte, geriet diese auf der Ebene von Tatsachenprüfung unvermeidbar in die Kritik. So kritisierten bereits Kelsos und Porphyrios das Christentum für aus ihrer Sicht widernatürliche und absurde Behauptungen über Gott, Welt und Mensch mit dem Ziel einer vernünftigeren, den gebildeten Römern eher akzeptablen Religion.
Seitens des Judentums formulierte man christentumskritische Polemiken wie die Schrift Nestor ha-komer.
Thomas von Aquin integriert Offenbarung und rationale Welterkenntnis in ein gemeinsames umfassendes Lehrsystem: Natürliches Fragen nach dem Weltgrund komme bereits zur allgemeinen Erkenntnis eines höchsten Wesens (vgl. Natürliche Theologie), christlicher Glaube ergänze diese durch das geoffenbarte Wissen, wer und was dieses Wesen ist und will. Dabei legte die thomistische Scholastik sich auf das geozentrische Weltbild fest, das seit Pythagoras und Aristoteles als „bewiesen“ galt.
Mit Nikolaus Kopernikus, Johannes Kepler, Giordano Bruno, Galileo Galilei und Isaac Newton zerbrachen große Teile dieses Weltbildes und begann die Emanzipation der experimentellen Naturwissenschaften vom Wahrheitsmonopol der mittelalterlichen katholischen Kirche. Hinzu kam der allmähliche Wandel der ständischen Gesellschaftsordnung, in der Kleriker und Laien auseinandertraten und letztere allmählich einen höheren Grad an Allgemeinbildung erwarben.

## Frühe Neuzeit

### Leonardo da Vinci (1452–1519)
Der Historiker Bernd Roeck hat in seiner Geschichte der Renaissance ein kurzes Kapitel überschrieben „Der Gottlose: Leonardo“. Obwohl Leonardo als Schöpfer einiger der schönsten religiösen Bilder gilt, sei er „kein gläubiger Christ“ gewesen. Nicht die ewige Seligkeit oder das Jüngste Gericht standen für ihn am Ende alles Seins, sondern, wie er mit Bezug auf den Vorsokratiker Anaxagoras hervorhob: „Alles kommt von allem, und alles wird zu allem, und alles kehrt in alles zurück.“ Im Weltgeschehen beobachtete Leonardo eine sich stets erneuernde und dennoch ihren eigenen Tod ersehnende Kraft.

### Religionsphilosophische Teilkritik
Jean Bodin (1530–1596) ließ in seinem fiktiven Colloqium heptaplomeres (1593) je einen Juden, Muslim, Katholiken, Lutheraner und Calvinisten in einen Dialog mit einem Anhänger der natürlichen Religion treten. Dabei kritisiert dieser die christlichen Dogmen der Erbsünde, Trinitätslehre und Inkarnation. Als positive Inhalte dieser von ihm bevorzugten religio naturalis bestimmt Bodin das Dasein eines Gottes, Willensfreiheit, Vergeltung der Taten jedes Vernunftwesens nach seinem Tod und Erkennbarkeit von Naturgesetzen.
Eine ähnliche Kritik verfasste Edward Herbert (1581–1648) in zwei Traktaten 1624 und 1645, in denen er eine natürliche Religion ausschließlich aus natürlicher Wahrheitserkenntnis ableitet, nicht aus Offenbarungsurkunden und religiöser Überlieferung. Die angeborene Fähigkeit zu Allgemeinbegriffen ergebe fünf Wahrheiten: Eine höchste Gottheit existiere, sie müsse verehrt werden, dazu gehörten immer Tugend und Frömmigkeit, Laster und Verbrechen seien durch Reue zu sühnen, es gebe Lohn oder Strafe nach diesem Leben.

### René Descartes
Mit René Descartes (1596–1650) gewinnt die Spannung zwischen Philosophie und Theologie an Schärfe: Diese war seit der Reformation gegeben, da Martin Luther den Christusglauben gegen allgemeines Weltwissen, abstraktes Gotteswissen und zweckgebundenes Herrschaftswissen stellte. Nun brach Descartes die scholastische Synthese von natürlicher Theologie (bzw. philosophischer Metaphysik) und spezieller (christlicher) Offenbarung auch von der Seite des nicht von vornherein gläubigen Denkens her. Erstmals begründet das denkende Subjekt Selbstbewusstsein autonom. Von der intuitiven Erfahrung des Cogito ergo sum („Ich denke, also bin ich.“) aus stütze der Begriff Gottes nur noch sekundär menschliche Selbstgewissheit.

## Zeitalter der Aufklärung

### Französische Aufklärer

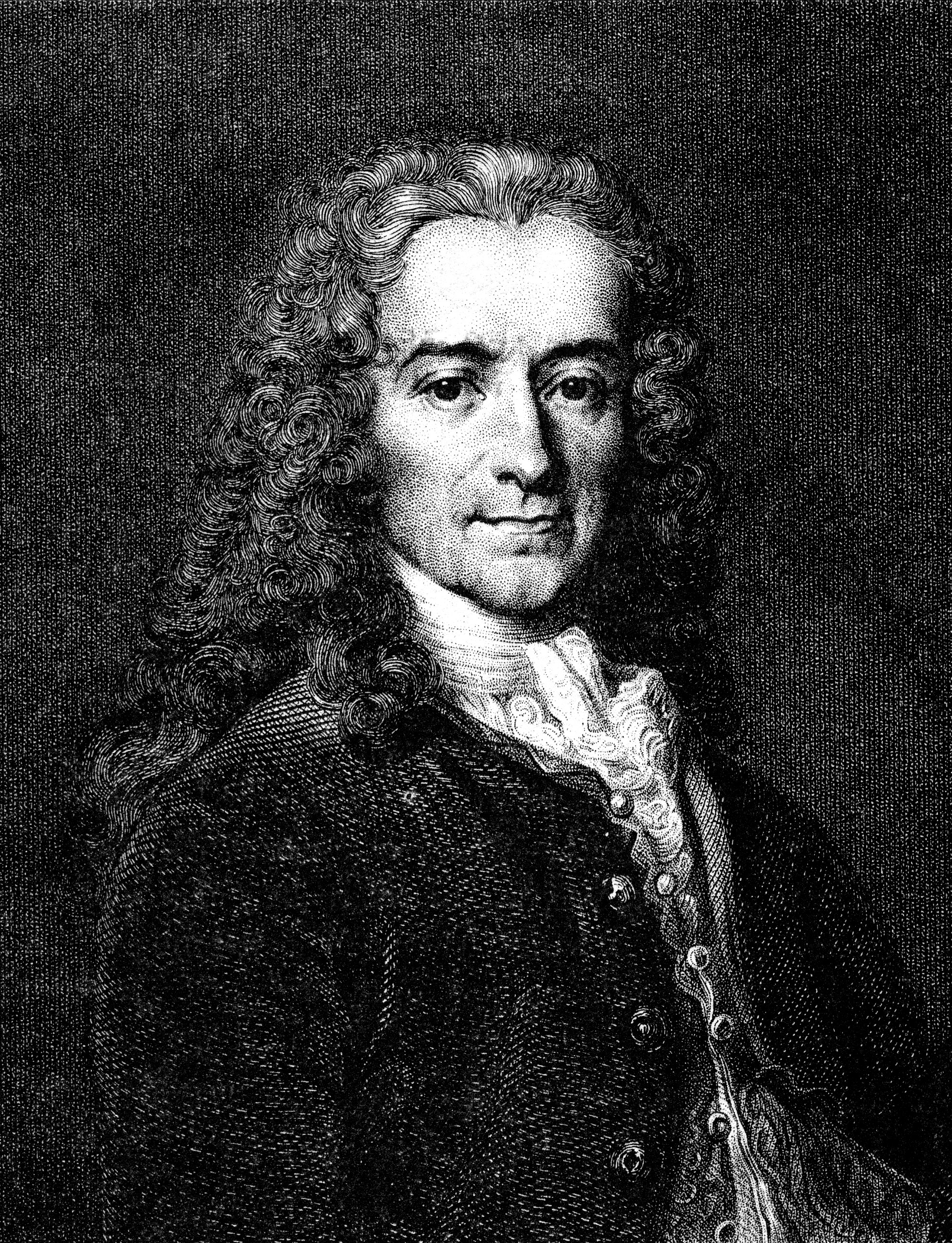
Voltaire

Stärker als die meisten englisch- und deutschsprachigen Aufklärer strebte die Mehrheit der französischen Enzyklopädisten des 18. Jahrhunderts nicht bloß die Überwindung konfessioneller Streitereien, sondern die Destruktion aller bestehenden Religionen zugunsten des erklärten Atheismus an. Sie orientierten sich dabei am Materialismus Demokrits und Epikurs. Vertreter dieser Denkrichtung waren unter anderen Jean Meslier (1664–1729), Julien Offray de La Mettrie (1709–1751), Denis Diderot (1713–1784); Claude Adrien Helvétius (1715–1771) und Paul Henri Thiry d’Holbach (1723–1789).
Einer der schärfsten Kirchenkritiker damals war François-Marie Arouet (1694–1778), der sich Voltaire nannte. Er bekämpfte vor allem den Machtanspruch der katholischen Kirche und das Bündnis des Klerus mit Adel und Absolutismus, rief zur Zerstörung des Papsttums auf („Écrasez l’infâme!“) und trat gegen religiöse Indoktrination für Glaubens- und Gewissensfreiheit ein. Voltaire bekannte sich jedoch nicht zum Atheismus, sondern zum Deismus, weil er den Glauben an einen strafenden Gott als beste Basis für ein soziales Leben nach moralischen Grundsätzen hielt („Wenn Gott nicht existierte, müsste man ihn erfinden.“). Im Jahr 1762 ließ Voltaire, ohne sich als Herausgeber zu erkennen zu geben, Auszüge aus Jean Mesliers atheistischen „Testament“ publizieren. Diese Passagen sind im Original so voll ätzender Kritik, dass Voltaire sie umschrieb und abmilderte, was ihren ursprünglichen Inhalt zum Teil entstellte.

### David Hume

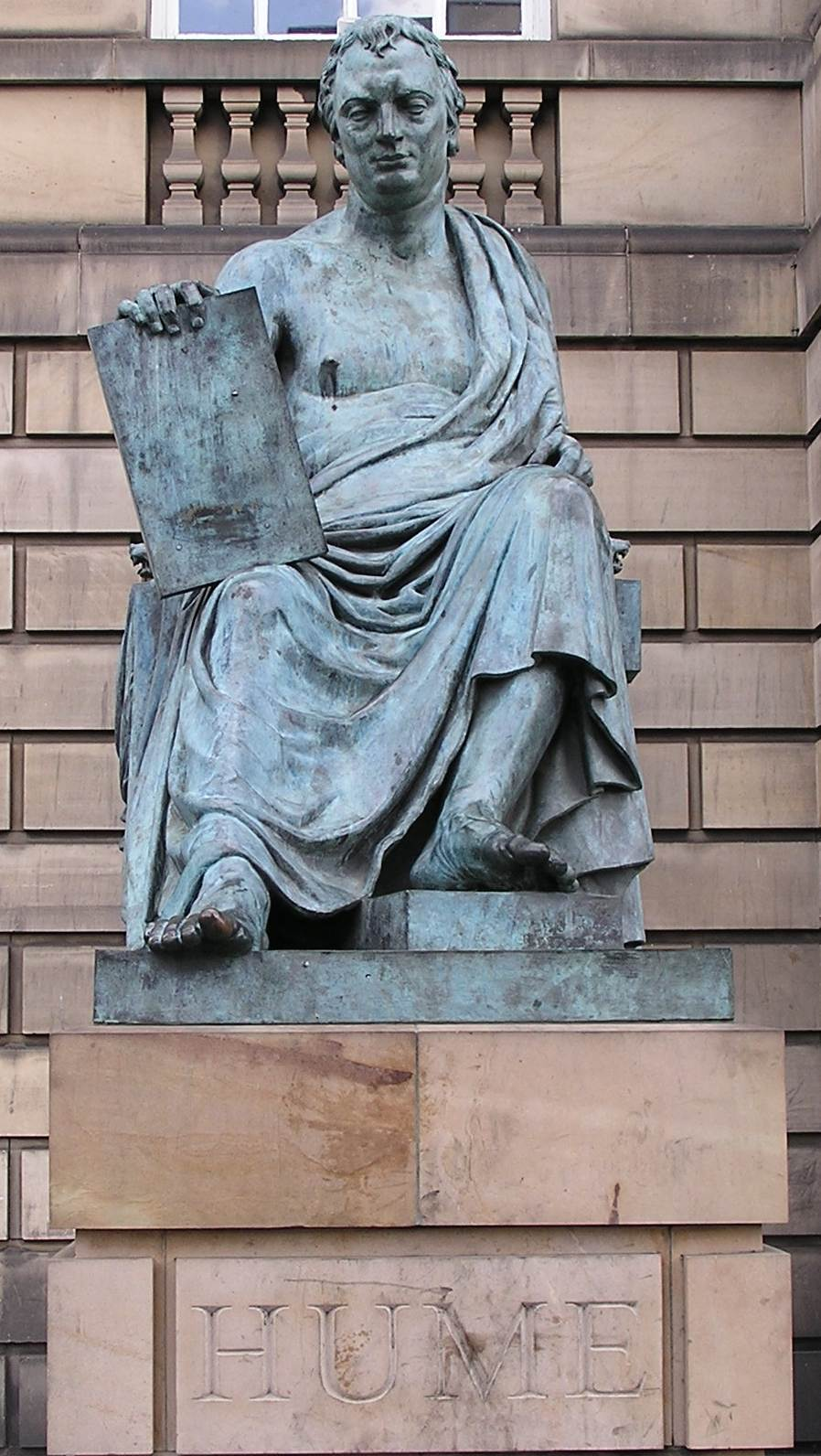
David Hume

David Hume (1711–1776) begründete im Gefolge von Roger Bacon (1214–1294) und Francis Bacon (1561–1626) den strengen rationalen Empirismus, der sich auch gegen die englischen Deisten seiner Zeit wandte. Sein Hauptwerk Inquiry concerning human understanding (zwei Teile, erschienen 1748 und 1751) war eine radikale Erkenntniskritik an allen rationalen Begründungsversuchen der Religion. Es fand in England wenig Beachtung, beeinflusste aber Immanuel Kant stark.
In seiner 1777 erschienenen Schrift Essay on the Immortality of the Soul (Unsterblichkeit der Seele) resümierte Hume seine Hauptauffassungen:

„Es ist ein Gemeinplatz der Metaphysik, dass die Seele immateriell und dass es dem Gedanken unmöglich ist, einer materiellen Substanz anzugehören. Aber eben die Metaphysik lehrt uns, dass der Begriff der Substanz ganz verworren und unvollkommen ist, und dass wir keine andere Vorstellung von einer Substanz haben als von einem Aggregat einzelner Eigenschaften, die einem unbekannten Etwas anhängen. Materie und Geist sind deshalb im Grunde gleich unbekannt, und wir können nicht bestimmen, welche Eigenschaften der einen oder anderen anhängen.“

Ebenso wenig wie zwischen Materie und Geist könne zuverlässig zwischen Ursache und Wirkung einer Sache unterschieden werden. Da die sinnliche Erfahrung die einzige Erkenntnisquelle des Menschen sei, sei nicht auszuschließen, „ob nicht die Materie durch ihre Struktur oder Anordnung die Ursache des Gedankens sein kann.“ Damit erklärte Hume mit einem Schlag den lange behaupteten fundamentalen Unterschied zwischen Materialismus und Idealismus für aus sich heraus hinfällig.
Er versuchte, die ethische Begründung von Religion zu zerschlagen:

„Da jede Wirkung eine Ursache voraussetzt und diese wieder eine, bis wir zu der letzten Ursache aller Dinge kommen, welche die Gottheit ist, so ist alles, was sich ereignet, durch ihn angeordnet – und nichts kann Gegenstand seiner Strafe und Rache sein.“

Der Deismus, der Gott als Anstoß zum in sich nahezu mechanisch abrollenden Weltgeschehen auffasste, verliere damit seinen Anspruch auf ethische Lebensführung, weil nichts, was geschieht, von Gottes ursprünglichem Wollen unabhängig sein könne:

„Strafe ohne Zweck und Absicht ist mit unseren Vorstellungen von Güte und Gerechtigkeit unverträglich. Und kein Zweck kann durch sie gefördert werden, wenn das ganze Spiel abgeschlossen ist. Strafe muss nach unseren Begriffen dem Vergehen angemessen sein. Warum dann ewige Strafen für zeitliche Vergehen eines so schwachen Wesens als des Menschen?“

Während also Gottes Absichten mit dem Menschen – ein Endgericht als traditionelle religiöse Vorstellung vorausgesetzt – verborgen, sinnlos und unmenschlich erscheinen, folgerte Hume im Blick auf die Natur:

„Wenn aber irgendeine Absicht der Natur deutlich ist, so dürfen wir behaupten, dass, soweit wir durch natürliche Vernunft urteilen können, die ganze Absicht und Zwecksetzung in der Schöpfung des Menschen auf das gegenwärtige Leben begrenzt ist … Die physischen Argumente aus der Analogie der Natur sprechen deutlich für die Sterblichkeit der Seele; und sie sind in Wahrheit die einzigen philosophischen Argumente, welche mit Bezug auf diese Frage oder überhaupt mit Bezug auf Tatsachenfragen zugelassen werden sollten.“

### Immanuel Kant

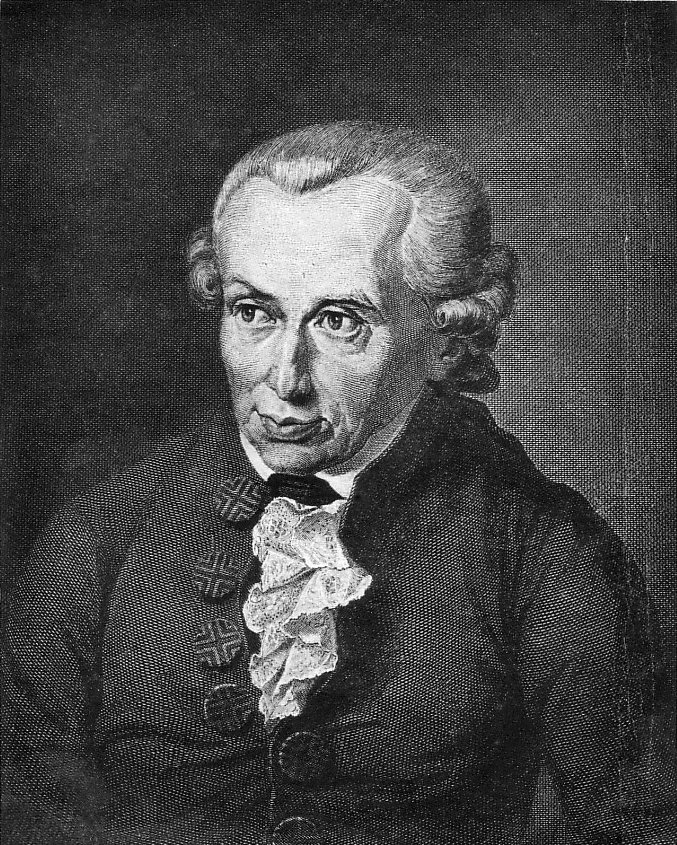
Immanuel Kant

Kant (1724–1804) ist kein reiner Religionskritiker. Seine Kritik der reinen Vernunft war viel umfassender: Alle metaphysischen Gottesbeweise überschritten unzulässig die kategorialen Grenzen menschlicher Vernunft. Er legt vor allem die Unmöglichkeit des ontologischen Rückschlusses von der Essenz zur Existenz Gottes (Anselm von Canterbury) dar, auf den er die übrigen Gottesbeweise zurückführt. Diese Rückführung ist umstritten. Doch seither ist die moderne Philosophie von deutlicher Distanz zu jeder Art von Metaphysik geprägt und sieht religiöse Deutungsmuster der Wirklichkeit unter dem Vorzeichen des Irrealen und Irrationalen (vgl. auch Kritizismus).
Im Blick auf die Moral, die Kant allein durch die Vernunft zu begründen versucht, billigt er der Religion jedoch eine mündiges Menschsein fördernde Rolle zu: Denn „es ist notwendig, dass unser ganzer Lebenswandel sittlichen Maximen untergeordnet werde“. Dabei benötige die Eigenart des menschlichen Denkens eine „wirkende Ursache“ sowie einen „entsprechenden Ausgang, es sei in diesem, oder einem anderen Leben“ (Kant 1787, B 840–841). „Ohne also einen Gott und eine für uns jetzt nicht sichtbare, aber gehoffte Welt, sind die herrlichen Ideen der Sittlichkeit zwar Gegenstände des Beifalls und der Bewunderung, aber nicht Triebfedern des Vorsatzes und der Ausübung“ (Kant 1787, B 841). Die Idee eines Gottes hat für Kant also im Hinblick auf Moral eine motivierende, nicht aber begründende Funktion. Gott ist für Kant in der Kritik der praktischen Vernunft ein notwendiges „Postulat“ der Vernunft, ohne dass ihr deswegen auch objektive Realität zukäme. Kants abstrakter, philosophischer Gottesbegriff ist jedoch nicht identisch mit Vorstellungen beispielsweise eines persönlichen Gottes oder eines Gottes, der in die Welt eingreifen würde.
Die Moralgesetze und das gute Handeln hier in der Welt, nicht übernatürliche Aspekte, sind für Kant der eigentliche und einzige Sinn und Zweck der Religion. Diese Gesetze waren es, „deren innere praktische Notwendigkeit uns zu der Voraussetzung einer selbständigen Ursache, oder eines weisen Weltregierers führte, um jenen Gesetzen Effekt zu geben“ (KrV, B 846). Der vorausgesetzte Gott dürfe darum nicht als ein neuer Gegenstand oder ein reales Sein angesehen werden, von dem umgekehrt dann die moralischen Gesetze abgeleitet werden. Das wäre nach Kant „schwärmerisch oder wohl gar frevelhaft“ und würde „die letzten Zwecke der Vernunft verkehren und vereiteln“ (Kant, KrV, B 841). In dieser fatalen Verdrehung der tatsächlichen Verhältnisse werde das Gottesbild vom Hilfsmittel zum eigentlichen Zweck und das gute Handeln zum bloßen Hilfsmittel der Gottesverehrung. Die Religion kann nach Kant ihren Zweck in der Welt in Übereinstimmung mit der Vernunft nur erfüllen, wenn gilt (KrV, B 847):

„Wir werden, soweit praktische Vernunft uns zu führen das Recht hat, Handlungen nicht darum für verbindlich halten, weil sie Gebote Gottes sind, sondern sie darum als göttliche Gebote ansehen, weil wir dazu innerlich verbindlich sind.“

Das Absolute ist für Kant wie in der negativen Theologie unbestimmbar. Wo es zu definieren versucht werde, komme es zwangsläufig zu Streit, Widersprüchen und Spaltungen darüber, welche der vielen verschiedenen und sich widersprechenden Bilder und Bestimmungen des Absoluten die einzig wahren und realen sind. Diese Auseinandersetzungen liefen dann dem moralisch guten Handeln in der Welt als Hauptthema und eigentlichem Sinn der Religion entgegen. Nur wenn deshalb restlos alle Gottesbilder zu den bloßen und austauschbaren Hilfsvorstellungen relativiert werden, die sie nach Kant sind, würden die religiösen Auseinandersetzungen beseitigt und damit der eigentliche Sinn und Zweck der heutigen Religion in der Welt erfüllt: das gute und sittliche Handeln auch auf der Ebene des interreligiösen Dialoges, statt eines Kampfes der Kulturen um die einzig wahre und reale Gottesvorstellung.
In seiner religionsphilosophischen Schrift Die Religion innerhalb der Grenzen der bloßen Vernunft forderte Kant eine Vernunftreligion, deren Grundsätze prinzipiell allein auf Vernunft und nicht auf „statutarischem“, also auf bloßen Dogmen gegründeten Glauben beruhen:

„Die wahre, alleinige Religion enthält nichts als Gesetze, d. i. solche praktische Principien, deren unbedingter Nothwendigkeit wir uns bewußt werden können, die wir also als durch reine Vernunft (nicht empirisch) offenbart anerkennen. Nur zum Behuf einer Kirche, deren es verschiedene gleich gute Formen geben kann, kann es Statuten, d. i. für göttlich gehaltene Verordnungen, geben, die für unsere reine moralische Beurtheilung willkürlich und zufällig sind. Diesen statutarischen Glauben nun (der allenfalls auf ein Volk eingeschränkt ist und nicht die allgemeine Weltreligion enthalten kann) für wesentlich zum Dienste Gottes überhaupt zu halten und ihn zur obersten Bedingung des göttlichen Wohlgefallens am Menschen zu machen, ist ein Religionswahn, dessen Befolgung ein Afterdienst, d. i. eine solche vermeintliche Verehrung Gottes ist, wodurch dem wahren, von ihm selbst geforderten Dienste gerade entgegen gehandelt wird.“

Ebenso wandte er sich in scharfer Form gegen verschiedene Arten des religiösen Kultes wie etwa Gebete, Beichten oder Gottesdienste. Die einzige Funktion einer Religion sah Kant in der Gewährleistung eines (durch Vernunft geprüften) moralischen Lebenswandels:

„alles, was, außer dem guten Lebenswandel, der Mensch noch tun zu können vermeint, um Gott wohlgefällig zu werden, ist bloßer Religionswahn und Afterdienst Gottes.“

Eine Religion, die sich auf Offenbarung gründet, lehnte Kant ab.

### Gotthold Ephraim Lessing

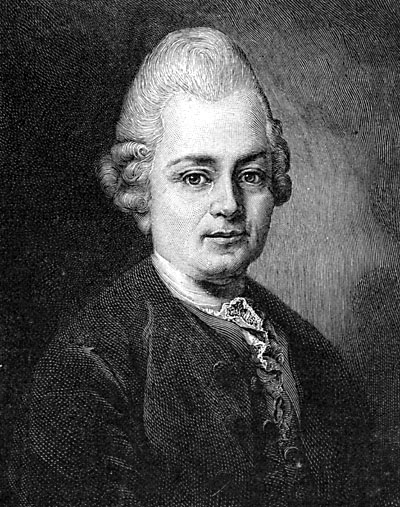
Gotthold Ephraim Lessing

Gotthold Ephraim Lessing (1729–1781) betrachtet Religion in Gestalt von Judentum, Christentum und Islam einerseits als historischen Ursprung, andererseits als zu überwindende Vorstufe einer selbständigen Vernunftreligion. Dazu veröffentlichte er 1777 auch die Apologie oder Schutzschrift für die vernünftigen Verehrer Gottes von Hermann Samuel Reimarus (1694–1768) als Fragmente eines Ungenannten.
Der Orientalist Reimarus hatte das Christentum zu Lebzeiten zwar als Vernunftreligion gegen die radikaleren französischen Aufklärer verteidigt, in dieser posthum veröffentlichten Spätschrift aber begonnen, mithilfe der Bibelkritik christliche Theologie und Dogmen als Priesterbetrug zur Unterdrückung des armen Volkes zu bekämpfen. Er griff darin vor allem den Glauben an die Wunder Jesu, die Auferstehung Jesu Christi und die damals auch von Protestanten dogmatisierte Lehre der Verbalinspiration als frommen Betrug der Apostel an.
Obwohl Lessing selbst keine prinzipiell christentumsfeindliche Haltung vertrat, löste seine Veröffentlichung den jahrelangen Fragmentenstreit mit Vertretern der lutherischen Orthodoxie aus, in dessen Verlauf Lessing ein Publikationsverbot erhielt. Er verfasste daraufhin 1779 das Drama Nathan der Weise, in dem er Toleranz und gegenseitige Achtung von den drei monotheistischen Religionen fordert und seinem Freund, dem jüdischen Religionsphilosophen Moses Mendelssohn, ein Denkmal setzte. Nach der Ringparabel ist von Menschen nicht zu entscheiden, wer Gott in der besten Form verehrt.
Andererseits fordert Lessing die Aufklärung des in Religionssystemen gefesselten Kinderglaubens zu Gunsten eines zukünftigen sittlichen Humanismus ohne spezifisch biblische Gottesoffenbarung (Die Erziehung des Menschengeschlechts, 1780).

## 19. Jahrhundert

### Friedrich Schleiermacher

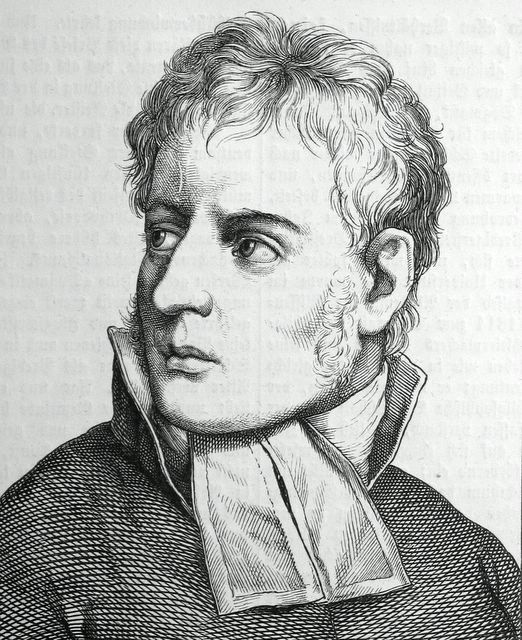
Friedrich Daniel Ernst Schleiermacher

Friedrich Schleiermacher (1768–1834) versucht – in der romantischen Gegenbewegung zum Rationalismus der Aufklärer –, das religiöse „Gefühl der schlechthinnigen Abhängigkeit“ den Gebildeten wieder nahezubringen. Er sieht das subjektive, nicht begrifflich fassbare Erleben der Unendlichkeit als rein rezeptive, passive Form des Selbstbewusstseins, die sich jedem aktiven kritischen Zugriff des Verstandes entziehe. Damit greift er in gewisser Weise die mittelalterliche Mystik mit ihrer Kritik an veräußerlichten Religionsformen wieder auf. Er kritisiert von da aus den Dogmatismus und Konfessionalismus der protestantischen Staatskirchen, verlangt aber keine institutionelle Trennung von Kirche und Staat.

### Johann Gottlieb Fichte
Johann Gottlieb Fichte (1762–1814) gilt als Begründer des deutschen Idealismus. Er schreibt 1792 einen Versuch einer Critik aller Offenbarung, der die Prinzipien Kants konsequent durchführt, um daraufhin das Ich-Bewusstsein spekulativ zu begründen. Auch in dieser Reflexion des Menschen auf den Grund seines Selbstbewusstseins kommt die Religion zuletzt wieder in Betracht: In der unausdenkbaren und unaufgebbaren Idee des Absoluten (des Unbedingten) findet die idealistische Vernunft ihren letzten Grund.

### Georg Wilhelm Friedrich Hegel
Georg Wilhelm Friedrich Hegel (1770–1831) versucht, diesen Grund auch für das Begreifen der Weltgeschichte geltend zu machen und das begrenzte subjektive Selbstbewusstsein – den religiösen Glauben – als Teilmoment der Selbstentfaltung des zu sich kommenden Weltgeistes dialektisch „aufzuheben“ (Phänomenologie des Geistes). Damit macht er gegen die Romantiker die Arbeit des Begreifens, den Anspruch der Wahrheit auf das Ganze – die Totalität der erfahrbaren Dinge inklusive der menschlichen Geschichte – wieder geltend.
Während Hegel die notwendige Kritik der partikularen Religion mit ihrem vernünftig zu begreifenden Sinn konstruktiv vermitteln und so bewahren wollte, traten Glaube und Vernunft bei einigen seiner Schüler bald auseinander.

### Auguste Comte

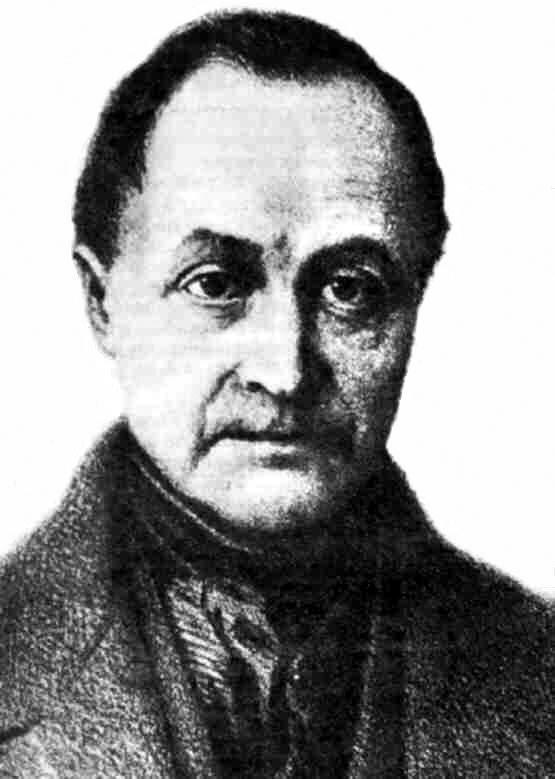
Auguste Comte

Auguste Comte (1798–1857) begründete nach seinem Bruch mit dem Frühsozialismus Henri de Saint-Simons mit seinem 1842 veröffentlichten Hauptwerk Cours de philosophie positive den religionskritischen Positivismus.
Die Grundidee Comtes ist, dass Religion nur in ihren Phänomenen existiere und das Wissen darüber nur relativ, nie absolut sein könne. Die Frage nach dem „Wesen“ der Religion und ihrer letzten „Ursache“ sei darum sinnlos. Man könne nur nach den Beziehungen zu anderen wahrnehmbaren religiösen Erscheinungen fragen, ihre historische Aufeinanderfolge und ihre Ähnlichkeiten feststellen (Religionsgeschichte). Sofern darin Gesetzmäßigkeiten erkennbar würden, scheide die Religionswissenschaft alle theologischen und metaphysischen Begriffe aus und werde positiv.
Comte sieht diese ausgeschiedenen Begriffe als Vorstadien der wissenschaftlichen Beschreibung der Religion im Sinne einer notwendigen Entwicklung: Der Fetischismus der primitiven „Naturreligionen“ halte Einzelobjekte für lebendig, der Polytheismus nehme eine Vielzahl unsichtbarer Wesen als Ursache der Naturerscheinungen an, der Theismus wie die Metaphysik reduziere dieses Wesen weiter auf abstrakte Kräfte, Urprinzipien, Natureigenschaften und der Monotheismus führe diese auf Willensakte eines einzigen unsichtbaren göttlichen Wesens zurück (vgl. auch Drei-Stadien-Gesetz).
Der Positivismus erkenne darin bloße Scheinbarkeiten, die er auf strenge Gesetzmäßigkeiten zurückführe. Von der Religion selbst her führe ein notwendiger Erkenntnisweg zur reinen Wissenschaft der Phänomene. Jede Einzelwissenschaft mache diese Entwicklung vom naiv-theologischen zum reflektiert-metaphysischen zum positiv-beschreibenden Stadium durch.

### Ludwig Andreas Feuerbach

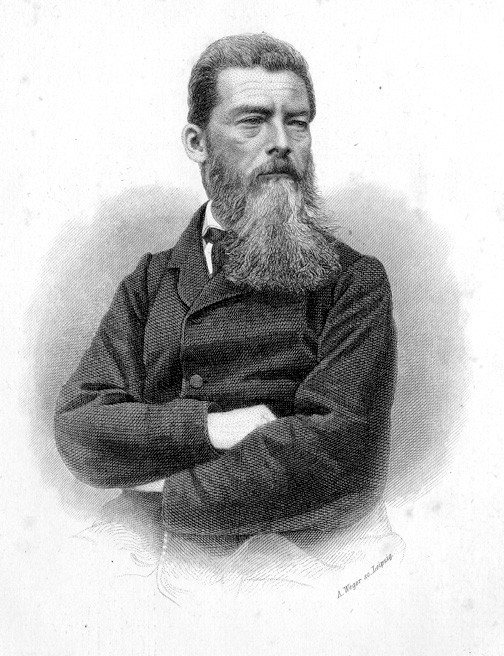
Ludwig Andreas Feuerbach

Der „Linkshegelianer“ Ludwig Feuerbach (1804–1872) wendet den zu-sich-selbst-kommenden Begriff des „Humanismus“ in seinem Werk Das Wesen des Christentums 1841 kritisch gegen die Religion und will sie als Projektion entlarven: „Gott“ sei nur der an den Himmel projizierte Selbstausdruck des endlichen Selbstbewusstseins, das sich Unendlichkeit ersehne. Mit der Vorstellung Gottes stelle der Mensch sich sein eigenes Wesen gegenüber, mache es sich als Objekt seiner Sehnsucht gegenständlich anschaulich:

„Denn nicht Gott schuf den Menschen nach seinem Bilde, wie es in der Bibel steht, sondern der Mensch schuf, wie sich im Wesen des Christentums zeigte, Gott nach seinem Bilde.“

Feuerbach entfaltete diese Kritik in den weiteren Auflagen des Werks (1843, 1849) vor allem an Zentralgedanken der Theologie Martin Luthers: Die Inkarnation – „Gott wird endlicher Mensch“ – sei eigentlich „nicht anderes als“ der verkehrte Wunsch des Menschen, unendlich und unsterblich – wie Gott – zu werden. Er griff dabei ausdrücklich die Kritik Epikurs am Anthropomorphismus der Religion wie auch das Drei-Stadien-Gesetz von Lessing und Comte (Religion als „Kindheitsstadium“ der Menschheitsentwicklung) auf.
Indem der Mensch in Gott sich selbst wiedererkenne, werde er sich seiner religiösen Sehnsucht als Entfremdung gewahr. Indem er sich als den Produzenten Gottes entdecke, könne seine in der Religion fehlgeleitete Vernunft zur Humanisierung freigesetzt werden: In der zwischenmenschlichen Liebe finde der Mensch seine wahre Erfüllung. Damit lehnt Feuerbach das religiöse Element des menschlichen Selbstbewusstseins nicht per se ab, will es aber „übersetzen“ und einsetzen für die Gestaltung eines humanen Zusammenlebens.
Religionskritik ist für Feuerbach also notwendig, um dem religiösen Bewusstsein die Hingabe an ein fremdes Scheinwesen als von ihm produzierten Verblendungszusammenhang aufzudecken. Dann werde Religion durch sinnlich-irdische Liebe zu den Mitmenschen ersetzbar und tendenziell überflüssig. Sie könne und müsse ebenso vergehen wie der an der Unendlichkeit des eigenen Selbst hängende Egoismus, der in der Vorstellung Gottes einsame Selbstbefriedigung suche und finde.
Anders als Hegel zielt Feuerbach also nicht auf die Erkenntnis eines absoluten Geistes, der als an-und-für-sich-seiende oder -werdende Weltvernunft gedacht wird und überindividuell selbsttätig sein und bleiben soll, sondern auf das endgültige Verschwinden der Religion im humanen Fortschritt der Menschheit. Diese, nicht der Einzelne, ist für ihn in Wahrheit unendlich. Nur durch Liebe zur Menschheit kann das Individuum die religiöse Selbstentzweiung aufheben; nur durch Anerkennung seiner Endlichkeit – denn die Sterblichkeit ist das, was alle Menschen zu einer Gattung verbindet – wird er zur Menschlichkeit fähig.

### Karl Marx

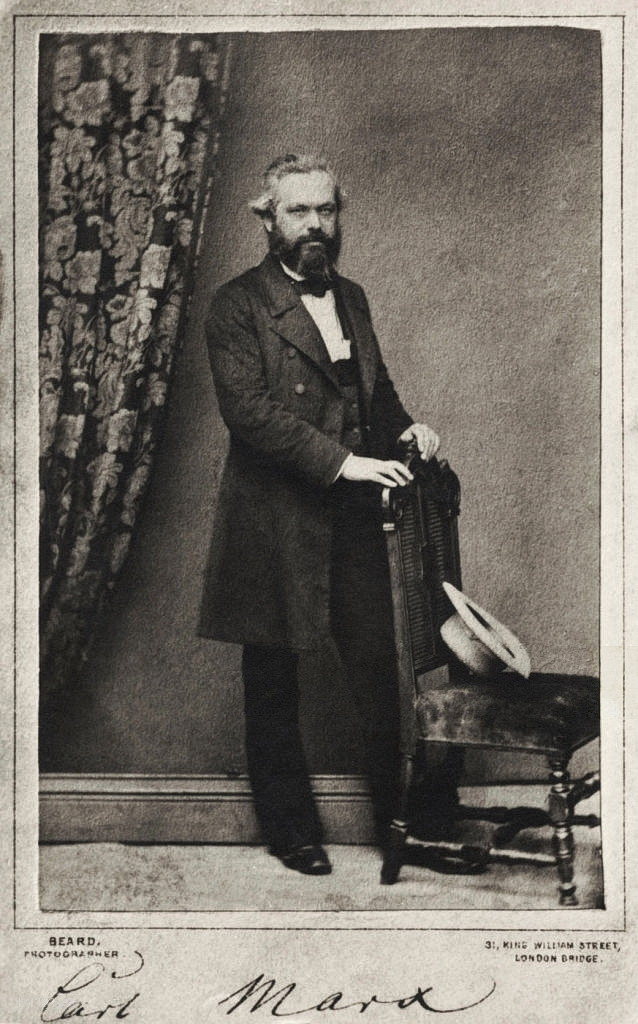
Karl Marx

Karl Marx (1818–1883) begreift im Anschluss an Feuerbach Religionskritik als die Voraussetzung aller Kritik. In seinen Frühschriften weist er auf die Doppelnatur von Religion hin:
„Das religiöse Elend ist in einem der Ausdruck des wirklichen Elendes und in einem die Protestation gegen das wirkliche Elend. Die Religion ist der Seufzer der bedrängten Kreatur, das Gemüt der herzlosen Welt, wie sie der Geist geistloser Zustände ist. Sie ist das Opium des Volkes.“
Die Ambivalenz religiösen Bewusstseins ist für Marx – wie für Feuerbach – Ausdruck eines grundlegenden Mangels im sozialen Leben und kann sich sowohl als Protest gegen das Elend wie als Flucht aus dem Elend in einen illusionären Rausch äußern. In beidem verbirgt sich jedoch eine fundamentale Unfähigkeit, dessen wahre Ursachen aufzudecken und sie praktisch zu bewältigen. Religion ist für Marx ebenso wie andere Ideologien ein „verkehrtes Bewusstsein“, das die gesellschaftlichen Verhältnisse erzeugen, die ihnen aber nur das abstrakte Gegenbild einer irrealen besseren Welt gegenüberstellen.
Dieses Bewusstsein kann jedoch nur mit der praktischen Umwälzung jener Verhältnisse, die immer neue Illusionen über sich produzieren, um fortzubestehen, aufgehoben und durch ein wahrhaft menschliches Bewusstsein der Realität abgelöst werden (MEW I, S. 379):
„Die Aufhebung der Religion als des illusorischen Glücks des Volkes ist die Forderung seines wirklichen Glücks. Die Forderung, die Illusionen über seinen Zustand aufzugeben, ist die Forderung, einen Zustand aufzugeben, der der Illusionen bedarf. Die Kritik der Religion ist also im Keim die Kritik des Jammertales, dessen Heiligenschein die Religion ist. Die Kritik des Himmels verwandelt sich damit in die Kritik der Erde, die Kritik der Religion in die Kritik des Rechts, die Kritik der Theologie in die Kritik der Politik.“
Darum kritisiert Marx auch Feuerbachs und Hegels rein individualistischen, dem Idealismus verhafteten Ansatz und stellt ihnen seine berühmten 11 „Thesen über Feuerbach“ entgegen, die in der 11. These gipfeln:
„Die Philosophen haben die Welt nur verschieden interpretiert, es kömmt drauf an, sie zu verändern.“
Von da aus geht Marx nun zur Kritik der politischen Ökonomie, also zur Analyse der auf gesetzmäßiger Ausbeutung gegründeten Klassengesellschaft über. Er kritisiert jene Religionskritiker, die diesen Sprung nicht mitvollziehen und sich an der äußeren Erscheinung der Religion abarbeiten. Mit der Überwindung des Kapitalismus, so erwartet er, wird auch die Religion ihre scheinhafte Notwendigkeit verlieren und – wie der Staat, dessen soziales Ferment sie ja sei – in der klassenlosen Gesellschaft „absterben“.
Die marxsche Religionskritik ist also kein Selbstzweck, sondern dient dem revolutionären Humanismus (MEW I, S. 385):
„Die Kritik der Religion endet mit der Lehre, daß der Mensch das höchste Wesen für den Menschen sei, also mit dem kategorischen Imperativ, alle Verhältnisse umzuwerfen, in denen der Mensch ein erniedrigtes, ein geknechtetes, ein verlassenes, ein verächtliches Wesen ist.“

### Friedrich Engels
Friedrich Engels (1820–1895) hat sich – im Gegensatz zu Karl Marx – zeit seines Lebens mit der Religion befasst. Schon in seiner Jugend beschäftigte ihn der Widerspruch zwischen pietistischer Frömmigkeit und kapitalistischer Ausbeutung. Als Achtzehnjähriger schreibt er: „Die reichen Fabrikanten haben ein weites Gewissen, und ein Kind mehr oder weniger verkommen zu lassen, bringt keine Pietistenseele in die Hölle, besonders wenn sie alle Sonntge zweimal in die Kirche geht.“ (MEW 1, S. 416) Als Zwanzigjähriger bezeichnet er sich als Atheisten. Mit Marx versteht er, dass die irdischen Abhängigkeitsverhältnisse in den himmlischen ihre phantastische Spiegelung haben. Er begreift die Religion als „ideologisches Kostüm“ (MEW 21, S. 305) der realen Geschichte, erkennt aber im Christentum auch das Potential zu sozialer Empörung, so vergleicht er das Urchristentum mit den Anfängen der sozialistischen Arbeiterbewegung (MEW 22, S. 449). Wie Marx erwartete er ein Absterben der Religion durch die praktische Veränderung der Gesellschaft.

### Max Weber

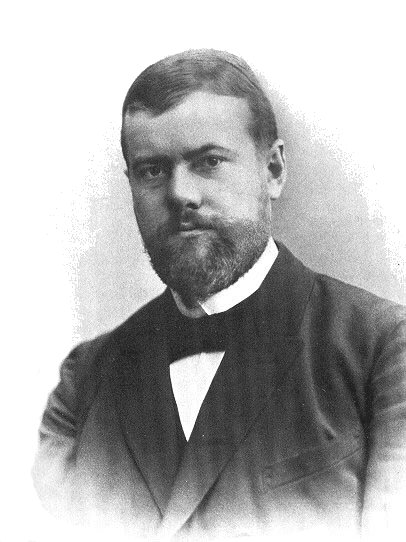
Max Weber

Max Weber (1864–1920) antwortete auf Marx mit einem eher geisteswissenschaftlichen und historischen Ansatz: Er sieht Religion in Gestalt des europäischen Protestantismus als Wegbereiter der modernen kapitalistischen Industriegesellschaft. Die „Lohnethik“ Johannes Calvins habe zu einer asketischen Verzichtshaltung und zum Aufschub unmittelbarer Bedürfnisbefriedigung beigetragen. Dies habe die Einführung von industriellen Fertigungsmethoden, Produktion von Überschüssen, Realisierung von Mehrwert in der neuen Massenproduktion ermöglicht. Anders als Marx sieht er darin nicht nur ein negatives Element von Klassenherrschaft, sondern auch ein Element des Fortschritts und größerer geistiger Freiheit des Individuums.

### Friedrich Nietzsche

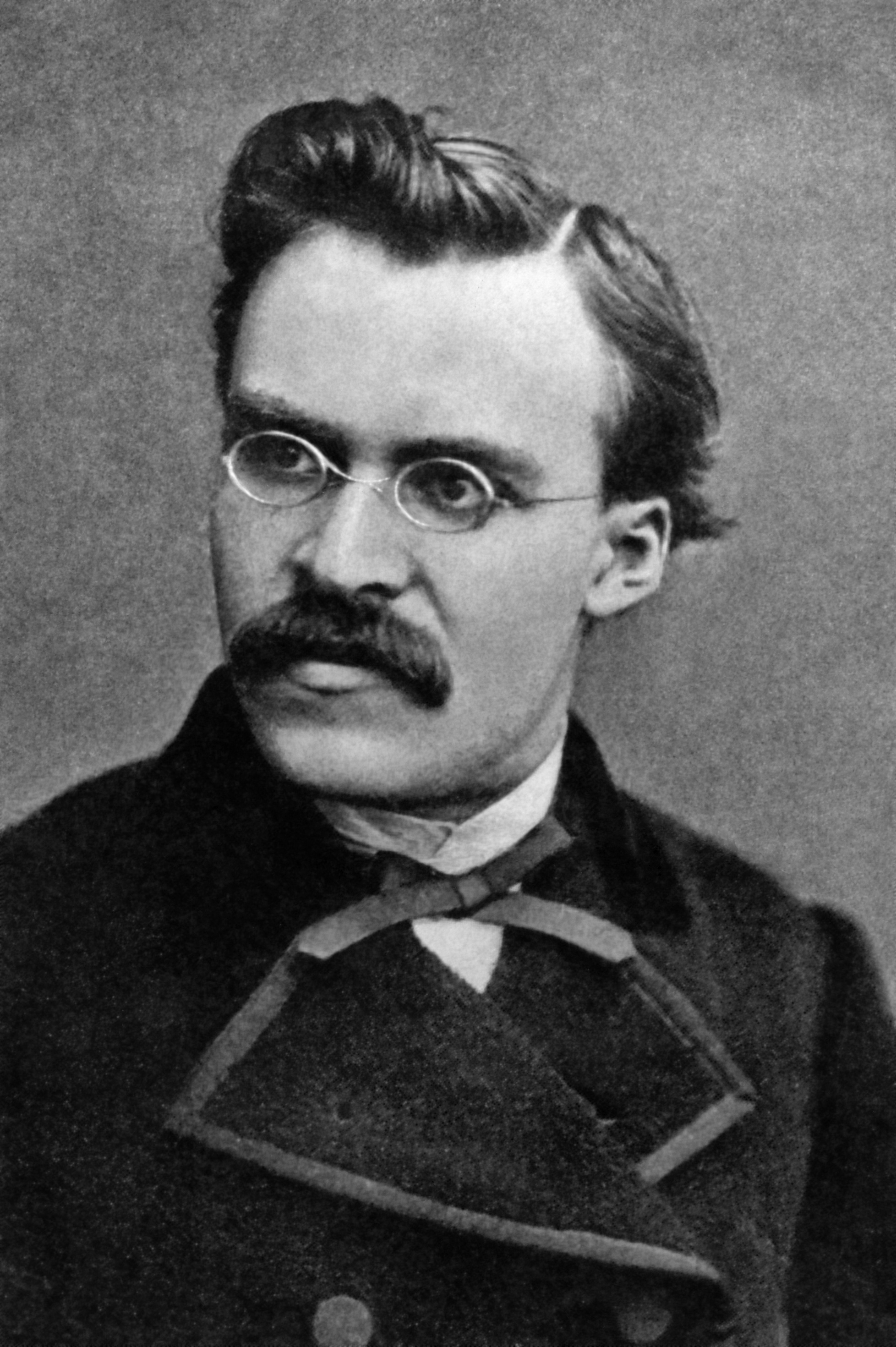
Friedrich Nietzsche

Friedrich Nietzsche (1844–1900) greift im Rahmen einer umfassenden Kulturphilosophie das von der Religion geprägte Menschenbild an, um dem Menschen einen Raum für neue Selbstbestimmung zu eröffnen. Er versucht, die Funktion religiöser Riten, Glaubensinhalte und Wertsetzungen sowohl auf individualpsychologischer als auch auf gesellschaftlicher Ebene zu bestimmen. Das beinhaltet oft Kritik an religiösen Werten und priesterlichen Institutionen. Nietzsche sieht es als Aufgabe der zukünftigen Wissenschaft, die bisherigen Religionen, Moralen und Weltanschauungen zu analysieren; die zukünftige Philosophie müsse vor diesem Hintergrund neue Werte setzen.
Den christlichen Glauben sieht Nietzsche in Europa im Niedergang („Gott ist tot“). Die christliche Moral hebe sich (auch in seiner eigenen Philosophie) selbst auf, mit dem Glauben an einen Gott würden auch alle bisher geglaubten Werte sich entwerten. In der dekadenten Moderne enthülle sich die christlich-abendländische Tradition als im Kern nihilistisch. Auf diesen nun bevorstehenden „europäischen Nihilismus“, in dem er eine „Selbstverkleinerung des Menschen“ fürchtet, sucht Nietzsche eine Antwort. Seine vor allem in Also sprach Zarathustra gegebenen Hinweise auf neue Wertsetzungen („Wille zur Macht“, „Ewige Wiederkunft“, „Übermensch“, Wiederherstellung des Dionysoskults) bleiben allerdings vergleichsweise unklar.
In seiner Spätzeit spitzt Nietzsche seine Kritik auf den Kern der christlichen Botschaft zu (Der Antichrist): Er sieht im Christentum eine barbarische Schwächung aller edlen Eigenschaften des Menschen. Das Christentum habe beginnend mit Paulus eine lebensfeindliche Sklavenmoral gepredigt, sodass Nietzsche sich den Aufschwung zu einem höheren Menschsein nur als totales Abstreifen des abendländischen Christentums mit einer „Umwertung aller Werte“ vorstellen kann. Als Beispiel für seine ethische Umorientierung kann folgender Satz am Beginn seines Antichristen dienen: „Die Schwachen und Mißrathnen sollen zu Grunde gehn: erster Satz unsrer Menschenliebe. Und man soll ihnen noch dazu helfen.“

### Jesus-Mythos und Radikalkritik
David Friedrich Strauß begründete in seiner Schrift Das Leben Jesu öffentlichkeitswirksam die These, dass in der Figur Jesu nicht ein historisches Geschehen mythisch übermalt worden sei, wovon die liberale Leben-Jesu-Forschung ausging, sondern viel radikaler meinte er, sei einem Mythos das Gewand der Historie übergeworfen worden. Laut Strauß seien Überlieferungen wie die Jungfrauengeburt, die sich nur bei Matthäus und Lukas findet, eine mythisch-poetische Legende. Die gesamte Darstellung der Wunder Jesu in den Evangelien sei weithin unhistorisch. Während andere Leben-Jesu Forscher mittels der „Abzugsmethode“ versuchten, durch Streichung legendarischer Züge einen „historischen Kern“ aus den Evangelien extrahieren zu können, waren es vor allem Martin Kähler, William Wrede und Rudolf Bultmann, die den Evangelien ihre Tauglichkeit als Quellen für historische Zusammenhänge komplett absprachen.
Offen blieb aber die Frage, die Entstehung des Neuen Testaments und des Christentums aus dem „Christusmythos“ heraus zu erklären. In der Folge wurde von einigen Jesus-Mythos-Vertretern genauer untersucht, aus welchen vorausgehenden Mythologien das Urchristentum entstanden sein könnte. Als erste formulierten Charles François Dupuis und Constantin François Volney die These, Jesus von Nazaret sei keine historische Person, sondern ein Symbol für den Sonnenmythos und sein Erdendasein bilde die Winterphase im Sonnenzyklus ab. Ferner zeigten sie enge Parallelen zum Hinduismus und zur persischen Religion auf.
Die historisch-kritische Methode ermöglichte eine tiefgehende Textanalyse der Bibel sowie in den Geschichtswissenschaften, wobei sich herausstellte, dass viele Bibelfragmente unter anderem altägyptischen Quellen nahezu wörtlich glichen. Auch die klassische dogmatische Zuordnung der Autorschaft und der zeitliche Rahmen der Niederschrift wurde mittels historisch-kritischer Methoden hinterfragt. So kam die Tübinger Schule unter Ferdinand Christian Baur zu dem Schluss, dass 10 der Paulus zugeschriebenen 14 Paulusbriefe offenbar Pseudepigraphien seien. Bruno Bauer, Arthur Drews sowie Anhänger der holländischen Schule der Radikalkritik folgerten gar, dass alle Paulusbriefe unecht seien und möglicherweise auch Paulus selbst nicht historisch sei.

## 20. Jahrhundert

### Psychoanalyse
Sigmund Freud gründete um 1900 die Psychoanalyse mit Anspruch auf wissenschaftliche Methodik. Er sieht religiöse Vorstellungen primär als Ausdruck unbewusster Prozesse und erklärt sie aus infantiler Abhängigkeit. Der religiöse Mensch sehe Gott als Vaterfigur, die er brauche, um die Verantwortung für ein selbstbestimmtes Leben abzugeben. Gottesglaube sei eine illusionäre Befriedigung des regressiven infantilen Wunsches nach Geborgenheit, Sicherheit und Autorität.
Freud identifiziert dieses Gottesbild mit dem Über-Ich als jenem Teil der Psyche, der die normative Unterdrückung der Triebe, vor allem des Sexualtriebes leiste. Es kann als internalisierte Moral Schuldgefühle erzeugen und zu neurotischer Selbstentzweiung führen. Die Psychoanalyse versucht deshalb, dem Individuum seine eigenen verborgenen Wünsche aufzudecken und einen Teil der in frühkindlicher Sozialisation erworbenen Schuldgefühle zu nehmen.
Die Sublimation von Triebenergie sieht Freud nicht nur negativ, sondern als Antrieb für bedeutende Kulturleistungen des Menschen. Er betrachtete Kultur skeptisch (Das Unbehagen in der Kultur) und erwartete nicht, dass Religion sich aufheben lasse (Die Zukunft einer Illusion). Eine argumentative Widerlegung Gottes und aktive Bekämpfung religiöser Ausdrucksformen war nicht sein Anliegen, sondern die individuelle Integration von Über-Ich, Ich und Es in eine reife erwachsene Selbstannahme, die eine freie Entscheidungsfähigkeit in allen Lebensbereichen ermöglicht.
Freuds Schüler Wilhelm Reich versuchte, Psychoanalyse und Marxismus miteinander zu verbinden (Freudomarxismus) und damit das soziale Bedürfnis nach Religion besser zu verstehen. Er sieht die modernen Sexualneurosen als Ergebnis eines jahrtausendealten kulturellen Masochismus, der in Form von Religionen und anderen Leidensideologien die menschliche Bereitschaft zur Unterwerfung unter gesellschaftliche Macht- und Gewaltstrukturen prägt. Die mögliche Überwindung dieser Zwangsneurose sieht er in der freien Entfaltung der natürlichen Sexualität als wesentlichem Teil der Persönlichkeitsentwicklung. Durch seine enge Freundschaft mit Alexander Sutherland Neill ist Reich in der 68er-Bewegung zu einem beliebten Vorbild für die antiautoritäre Erziehung geworden.

### Bertrand Russell
Einen konsequenten naturwissenschaftlich begründeten Rationalismus vertritt der Mathematiker und Philosoph Bertrand Russell in seinem berühmten Essay Why I Am Not A Christian (1927). Die Grundlage der Religion sei die Angst – vor dem Mysteriösen, vor der Niederlage, vor dem Tod. Angst sei der Vater der Grausamkeit und so nehme es nicht Wunder, dass Grausamkeit und Religion historisch Hand in Hand gegangen seien. Die Konzeption Gottes entspringe einem altertümlichen orientalischen Despotismus, die des freien Menschen unwürdig sei. Die Welt brauche keine Religion, sondern eine furchtlose Perspektive und freie Intelligenz.

### Logischer Empirismus
Autoren, die sich der Tradition des Logischen Empirismus verpflichtet fühlen (der frühe Ludwig Wittgenstein, Rudolf Carnap, Alfred Jules Ayer und andere), üben Kritik an der religiösen Sprache, deren Sätze für sie zu großen Teilen sinnlos sind. Sinnvolle Sätze seien entweder rein analytische Sätze und damit Tautologien oder empirisch-synthetische Sätze, die sich durch Erfahrung prinzipiell verifizieren lassen. Gehört ein Satz keiner dieser beiden Klassen an, so sei er ein Scheinsatz, also weder wahr noch falsch, sondern sinnlos. Da die Sätze der Religion, insofern sie Ausdrücke wie „das Absolute“, „der absolute Geist“ oder „Gott“ verwenden, weder tautologisch noch verifizierbar sind, müsse auch ihnen jeglicher Sinn abgesprochen werden.
Von den Vertretern des Logischen Empirismus wird dabei nicht geleugnet, dass die Suche nach einem letzten Grund der Welt und des Lebens emotional verständlich sein mag. Der Rückgriff auf eine Gottheit erkläre aber nichts, da er nicht zu Hypothesen führt, die sich erfolgreich auf die Tatsachen anwenden lassen.

### Kritischer Rationalismus
Karl Popper, der Begründer des Kritischen Rationalismus, betrachtete die Wirkung der christlichen Religion prinzipiell positiv: Der Mensch verdanke „zahlreiche Ziele und Ideale [seiner] abendländischen Kultur, wie die Freiheit und Gleichheit, dem Einflusse des Christentums“.
Hans Albert, der im Gegensatz zum Agnostiker Popper Atheist ist, sieht ein generelles Problem in dem seiner Ansicht nach grundsätzlich „dogmatischen“ Charakter von Religionen. Religiöse Aussagen erheben demnach einen Letztbegründungsanspruch, der sich auf bestimmte „Einsichten“ und „Offenbarungen“ beruft. Albert lehnt dies als einen willkürlichen Abbruch des Begründungsverfahrens ab, der dazu diene, „die betreffende Überzeugung gegen alle möglichen Einwände zu immunisieren“. Er setzt dagegen das „Prinzip der kritischen Prüfung“; mit diesem habe man „die Aussicht, durch Versuch und Irrtum – durch versuchsweise Konstruktion prüfbarer Theorien und ihre kritische Diskussion anhand relevanter Gesichtspunkte – der Wahrheit näher zu kommen ohne allerdings jemals Gewißheit zu erreichen“. Dies bedeutet einen „Fallibilismus in bezug auf jedwede mögliche Instanz“, d. h. man könne von keiner Instanz wie etwa „der Vernunft, der Intuition oder der Erfahrung, dem Gewissen, dem Gefühl, einer Person, einer Gruppe oder einer Klasse von Personen, etwa von Amtsträgern“ ausschließen, dass sie sich irrt. Diese „Einsicht, daß alle Gewißheit in der Erkenntnis selbstfabriziert […] und damit für die Erfassung der Wirklichkeit ohne Bedeutung“ sei, stelle „den Erkenntniswert jedes Dogmas“ in Frage.

### Existenzialismus
Jean-Paul Sartre vertritt einen „atheistischen Existentialismus“. Für ihn ist Gott nichts als eine Bedrohung der menschlichen Freiheit. Der erste Schritt des Existenzialismus sei es, jeden Menschen in Besitz dessen, was er ist, zu bringen und auf ihm die gänzliche Verantwortung für seine Existenz ruhen zu lassen. In L’existentialisme est un humanisme formuliert er:

„Selbst wenn es einen Gott gäbe, würde das nichts ändern; das ist unser Standpunkt. Nicht, als ob wir glaubten, dass Gott existiert, aber wir denken, dass die Frage nicht die seiner Existenz ist. Der Mensch muss sich selbst wieder finden und sich überzeugen, dass ihn nichts vor ihm selbst retten kann, wäre es auch ein gültiger Beweis der Existenz Gottes.“

Der deutsche Existenzphilosoph Karl Jaspers vertritt dagegen eine „existenziale Interpretation“ der Religion, d. h. eine auf den einzelnen Menschen bezogene Auseinandersetzung mit dem Transzendenten. Er bezieht sich auf die „maßgebenden Menschen“ nach der Reihenfolge ihrer Bedeutung: Sokrates, Buddha, Konfuzius und Jesus. Offenbarungsglauben kritisiert er zugunsten eines philosophischen Glaubens, den das Individuum entwickeln muss und der keine Verheißung, sondern lediglich Selbstverantwortung mit sich bringt.

### Neomarxismus
Ernst Bloch kritisiert den dogmatischen Marxismus in seinem Versuch, die Religion durch Revolution abzuschaffen. Er stellt dagegen das Moment der Utopie, das jede erstarrte Herrschaftsform transzendiert. Dieses unabgegoltene Hoffnungspotential findet er gerade auch in der Religion wieder (Atheismus im Christentum, Das Prinzip Hoffnung).
Auch die Philosophen der Frankfurter Schule sehen den vulgärmarxistischen Rationalismus kritisch als eine Art „Religion“, die ein absolutes Wissen über das Ziel der menschlichen Gesellschaft vorgibt und damit nur neue Eindimensionalität und Herrschaft etabliere (Herbert Marcuse: Der eindimensionale Mensch).

### Agnostizismus, Relativismus und Eklektizismus
Eine heute weitverbreitete Haltung sieht die Existenz eines „Gottes“ als weder beweisbar noch widerlegbar an (Agnostizismus). Sie sieht in der Tradition Kants metaphysische Fragen, die auf eine transzendente Realität zielen, als sinnlose Fragen an, da die Antworten jenseits des menschlichen Erkenntnisvermögens lägen: so zum Beispiel Emil du Bois-Reymonds „Ignoramus et ignorabimus“ (lat. „Wir wissen es nicht und wir werden es niemals wissen“).
Ebenso verbreitet ist ein postmoderner Relativismus, der jedem Menschen seine individuelle Form von Religiosität zugesteht und auf die Wahrheitsfrage weitgehend verzichtet. Diesem entspricht – ähnlich wie im Hellenismus um die Zeitenwende – ein neues Aufleben religiöser Strömungen, die sich nicht mehr von den großen Weltreligionen, Kirchen und Glaubensrichtungen her definieren, sondern Elemente daraus auswählen (Eklektizismus) und mit paganen Motiven zu einem Synkretismus und Pluralismus auch im Blick auf die Gottheit verbinden.
Dies findet man heute vor allem in der Esoterik, aber auch in eher nichtreligiösen Richtungen. Ihnen ist die Abgrenzung von den traditionell monotheistischen Religionen gemeinsam, die mit dem Glauben an einen einzigen universalen Gott oft einen Absolutheitsanspruch ihrer Lehre verbinden. So stimmt etwa der Philosoph Odo Marquard ein „Lob des Polytheismus“ an (in: Abschied vom Prinzipiellen, 1981), in dem er den Monomythos des Christentums als ersten Geschichtsunfall bezeichnet. Dem setzt er die segnende Wirkung des religiösen Pluralismus entgegen (vgl. auch Jan Assmann).

### Naturwissenschaftliches Weltbild
Die Auffassung, dass Religion und Wissenschaft miteinander harmonieren, wird oftmals von gläubigen Wissenschaftlern vertreten, darunter Arthur Peacocke, John Polkinghorne oder Francis Collins. Laut Stephen Jay Gould, der sich selbst als Agnostiker bezeichnete, widersprechen sich Religion und Wissenschaft nicht, da beide unterschiedliche Bereiche abdecken (Nonoverlapping Magisteria).
Im Gegenzug dazu halten Wissenschaftler wie Steven Weinberg, Richard Dawkins und Norman Levitt (1943–2009) Theismus und Wissenschaft für grundsätzlich unvereinbar, da sie völlig unterschiedliche Aussagen über das Universum machen würden. Es sei nicht möglich, gleichzeitig ein theistisches und ein wissenschaftlich orientiertes Weltbild zu haben, ohne Unstimmigkeiten zu verdrängen. Die konziliante Haltung von Institutionen wie der US-amerikanischen National Academy of Sciences sei im Wesentlichen strategisch motiviert, um gemäßigte Gläubige zur Akzeptanz von wissenschaftlichen Erkenntnissen wie der Evolutionstheorie zu bewegen. Der US-amerikanische Physiker Victor J. Stenger ist der Auffassung, dass religiöse Glaubensvorstellungen wie das ewige Leben, Reinkarnation, die Wirksamkeit von Gebeten, Körper-Seele-Dualismus, Wunder und Schöpfung nicht nur empirisch unbegründet sind, sondern durch die Wissenschaft widerlegt wurden.
Für Alan Sokal sind die meisten Religionen als Pseudowissenschaften einzuordnen, ähnlich der Astrologie und der Homöopathie.

## Neuere religionskritische Literatur
Seit 1945 griffen Autoren aus verschiedenen Wissenschaftsbereichen bestehende religionskritische Ansätze auf und vertieften oder aktualisierten sie, manche auch in persönlicher Form.
Der Theologe und Philosoph Joachim Kahl plädierte 1968 in seinem Buch Das Elend des Christentums für eine „Humanität ohne Gott“ (Untertitel) im Kontext der existenzialistischen „Gott ist tot“-Theologie der 1960er Jahre.
Der Psychoanalytiker Tilmann Moser beschrieb 1976 in dem Buch Gottesvergiftung seine religiöse Sozialisation, kam aber im Nachfolgewerk „zu einem erträglichen Gottesbild“.
Uta Ranke-Heinemanns Ablehnung der biologisch gedeuteten Jungfrauengeburt wurde im Jahr 1987 in der Presse diskutiert. Ihr wurde von Franz Hengsbach am 15. Juni 1987 wegen ihrer Berufung auf ein Ratzinger-Zitat der theologische Lehrstuhl entzogen. Ihre Kritik an der katholischen Lehre ging über diese Thematik hinaus.
Herbert Schnädelbach löste am 11. Mai 2000 mit seiner Kritik an der mea culpa-Erklärung von Johannes Paul II. eine Debatte aus. In folgenden Beiträgen verteidigte er als „frommer Atheist“ die Aufklärung der Theologie und stellte den „neuen“ Atheismus wegen seiner naturwissenschaftlichen Engführung als konfessionelle Gefahr dar.
Der Psychologe Franz Buggle beschrieb 1992 in seinem Buch Denn sie wissen nicht, was sie glauben die Bibel wegen fragwürdiger und widersprüchlicher Gebote als ungeeignete Basis für ethische Orientierung und kritisierte auch einige neuere Theologen wie Hans Küng.
Karlheinz Deschner hat eine umfassende Kriminalgeschichte des Christentums verfasst, die zahlreiche Verbrechen von Kirchenvertretern auflistet, um die inhumanen Wirkungen kirchlicher Machtpolitik und Heuchelei von Christen aller Epochen bis hin zum Klerikalfaschismus aufzudecken.
„Neue Atheisten“ wie Sam Harris (Das Ende des Glaubens, 2004), Richard Dawkins (Der Gotteswahn, 2006), Daniel Dennett (Den Bann brechen: Religion als natürliches Phänomen, 2006), Christopher Hitchens (Der Herr ist kein Hirte – Wie Religion die Welt vergiftet, 2007) und Michel Onfray (Wir brauchen keinen Gott, 2006/2007) kritisieren jede Form von Religion als irrationalen Aberglauben und setzen sich für eine von Vernunft und Verstand dominierte Welt ein.
Der Völkerkundler Pascal Boyer versuchte 2004 (Und Mensch schuf Gott), Feuerbachs Projektionsthese hirnphysiologisch zu untermauern: Ein bestimmtes Modul, das Sinneseindrücke verarbeite, führe Veränderungen in der Umwelt leicht auf Lebewesen zurück und lasse aus unklaren Wahrnehmungen Vorstellungen von übernatürlichen Akteuren, wie zum Beispiel Göttern oder Geistern, entstehen.
Andreas Kilian deutete Religion 2009 als biologisch selektierte nicht-logische Argumentationsebene, um den individuellen Egoismus gegenüber anderen besser rechtfertigen und durchsetzen zu können.
Heinz-Werner Kubitza hält die Bibel für das am meisten überschätzte Buch der Weltliteratur und Jesus von Nazareth für die am meisten überschätzte Person der Weltgeschichte. Allgemein verbindliche Werte, Grund- und Menschenrechte können und dürfen seiner Meinung nach nicht aus antiken religiösen Schriften hergeleitet werden.
Thomas Grüter weist in seinem Buch „Magisches Denken“ auf konstituierende Elemente magischen Denkens in Religionen hin.
Achim Weller zeigt in seinem Buch „Du bist Gott“ auf, dass alle Gottheiten nur im Kopf von Menschen existieren und meist in Gewalt enden.

## Religionskritik der jüdischen und christlichen Theologie

### Biblische Kult- und Sozialkritik
Das menschliche Streben, sich mit „höheren Mächten“ in Einklang zu bringen, diese zu Gottesbildern zu verdichten, sich als Gegenstände der Anbetung gegenüberstellen, dafür kollektive Verehrung zu beanspruchen und Herrschaftsverhältnisse damit abzusichern, unterliegt im Tanach, der hebräischen Bibel, scharfer Kritik.
Das Bilderverbot als Kehrseite des 1. Gebots (siehe Zehn Gebote) verbietet dem Volk Israel jegliche Gottesbilder und deren Anbetung. Dieses richtet sich nicht nur gegen fremde Götter, sondern vor allem gegen die Tendenz, über JHWHs Wesen zu verfügen und ihn für menschliche Zwecke zu benutzen. Die Prophetie Israels kritisiert dieses Streben seit ihren Anfängen besonders im Blick auf die religiösen und politischen Führer des Gottesvolkes. Sie bezieht die Kritik vor allem auf den Wunsch nach einem König wie bei anderen antiken Völkern (Samuel, 1 Sam 8 ), Synkretismus (Elija, 1 Kön 8 ), Ausbeutung durch Priester und Königshof (Amos), Opferkult und Rechtlosigkeit im Namen des JHWH-Glaubens (Jesaja 1,11–17 , Hos 6,6 ), Bündnis- und Rüstungspolitik mit Berufung auf Gott (Jesaja), die am Tempel angestellten willfährigen Heilspropheten (Jeremia) usw.
Seit dem Untergang der beiden Teilreiche (586 v. Chr.) erinnert die biblische Geschichtsschreibung an das immer wiederkehrende Versagen des Gottesvolkes und seiner religiösen Führer, die nicht auf Gottes Selbstmitteilung gewartet, sondern eigenmächtige Gottesbilder geschaffen und damit Unheil für alle heraufbeschworen hätten: etwa in der Geschichte vom Goldenen Kalb (Ex 32 ).
In der im babylonischen Exil entworfenen Darstellung der Weltschöpfung schlägt sich die Erinnerung an den Exodus aus der Sklaverei, die mit der Gottkönigsideologie begründet wurde, nieder: Die erfahrbare Welt wird entgöttert, die babylonischen Astralgottheiten sind zu „Lampen“ und Wegmarken für den Menschen depotenziert (Gen 1,14 ff. ).

### Reformatorische Religionskritik
Seit der Reformation sieht die christliche Theologie die Kritik an der eigenen Religion, dem Christentum, als eine ihrer Hauptaufgaben. Martin Luther stellte als Maßstab der Kritik die Selbstmitteilung Gottes in der Person Jesu Christi, wie er vor allem in den Schriften des Paulus als Leidender und Auferstandener (gem. Römer-, Galater- und Epheserbrief) bezeugt ist und deshalb nicht von Menschen zu erfinden und festzustellen sei, auf: allen historisch gewachsenen religiösen Traditionen, dem gesamten Kirchenapparat, der scholastischen Synthese von Glauben und Wissen und der „Hure Vernunft“, die sich für unterschiedlichste Zwecke missbrauchen lasse, gegenüber. Dies galt ihm nicht bloß für den Katholizismus, sondern als ständige Überprüfung der gesamtchristlichen Theorie und Praxis und Ansporn zu Kirchenreformen mit gesellschaftlicher Außenwirkung (ecclesia semper reformanda).

### Aufgeklärte Theologie
Der Kant-Schüler Johann Heinrich Tieftrunk (1759–1837), rationalistischer evangelischer Theologe, antwortete auf Kants Fundamentalkritik am metaphysischen Denken mit eigenen Entwürfen einer Religionskritik am Christentum, besonders am Protestantismus. Maßstab war für ihn wie für Kant die vernünftige Selbstbestimmung: Religion wird Objekt der Kritik, sofern sie gegen dieses Postulat verstößt. Kritisiert wird das religiöse Bewusstsein überhaupt, um es über sich selbst aufzuklären und auf seine praktische Vernunft – den Beitrag für menschliches Zusammenleben – hin zu überprüfen. Dabei wird religiöse Fremdbestimmung als Selbstbetrug der Vernunft – kein „Priesterbetrug“ – beschrieben, die sich damit eigentlich einem eigenen als einem fremden Maßstab unterwerfe. Im Vollzug dieser Selbstaufklärung soll das der Vernunft gemäße Wertvolle der Religion bewusst angeeignet und so bewahrt werden.

### Karl Barth
Nachdem der Neuprotestantismus sich im 19. Jahrhundert auf die empirische Religiosität, die subjektive Gotteserfahrung und den durch Sittlichkeit zu veredelnden zivilisatorischen Fortschritt zurückgezogen hatte, erneuerte Karl Barth den reformatorischen Ansatz nach 1918, griff die Religions- und Ideologiekritik von Feuerbach und Marx positiv auf und führte sie christologisch durch (Kirchliche Dogmatik I/2, § 17: Gottes Offenbarung als Aufhebung der Religion). Gott offenbare sich in Jesus Christus im völligen Gegensatz zu menschlicher Religion. Im Kreuzestod Jesu zeige Gott sein wahres Wesen: Damit decke er alles eigenmächtige Streben nach einer Synthese zwischen Gott und Mensch als Sünde auf. Religion erscheint in diesem Spiegel als nie zu Gott führendes Menschenwerk, als Eigenmacht und Verleugnung des wahren, zu Leiden und Tod für den Menschen fähigen Gottes.
Barth bezog diese Kritik 1938 besonders auf den Protestantismus seiner Gegenwart, der sich mit weltlichen Mächten von Nation, Rasse, Staat verbündete und konfessionellem Sonderbesitz anhing, dabei aber den mit den Juden leidenden und sterbenden Gott verleugnete und übersah.

### Dietrich Bonhoeffer
Das Denken und Handeln von Dietrich Bonhoeffer kreiste um das Leitmotiv: „Wer ist Jesus Christus für uns heute?“ Die Antworten, die er fand und vorlebte, stellten das herkömmliche Christentum, seine religiösen Ausdrucksformen, seine anachronistische Apologetik und politische Weltfremdheit immer stärker in Frage und ließen es schließlich ganz zurück.
Als Pazifist kritisierte Bonhoeffer die Unverbindlichkeit der Ökumene und die nationalistischen Bindungen ihrer Mitgliedskirchen, die zu keinem schlichten, gemeinsamen, leidensbereiten, nur so von den Nationen unüberhörbaren Friedenszeugnis gegen den drohenden Weltkrieg fähig waren (Rede in Fanö 1937). Als Teilnehmer am konspirativen Widerstand gegen den Nationalsozialismus übte er schärfste Selbstkritik stellvertretend für die mutlose, mit ihrer eigenen Existenzerhaltung beschäftigte, gegenüber den Opfern des NS-Staates versagende Bekennende Kirche (Schuldbekenntnis 1941). In seinen letzten Lebensmonaten verabschiedete er sich vom abendländischen Modell des Christentums als einer Religion, die die „mündig gewordene Welt“ einfach nicht brauche.
Jede dieser Kritiken war für ihn eine schmerzhaft entdeckte, unvermeidbare Antwort auf die Herausforderung zur Nachfolge Jesu mitten in der Gegenwart. Sein Buch Nachfolge beginnt mit dem Satz: „Billige Gnade ist der Todfeind unserer Kirche.“ Billig war für ihn eine auf Predigt und Sakramente reduziertes Heilsangebot, das als Ausrede für Nichtstun und Gleichgültigkeit gegenüber der Not des Nächsten diente: ein „Glaube“ ohne Selbstkritik (Buße), ohne entsprechendes Handeln, ohne Bereitschaft, mitzuleiden und Verantwortung zu übernehmen für andere.
Seine Ethik (1940–1943) war eine umfassende Absage an jede von zeitlosen Idealen, Normen und Prinzipien ausgehende Tugendethik und an die lutherische Zwei-Reiche-Lehre: Das traditionelle Denken in zwei Räumen – hier die dem Bösen verfallene Welt, dort Gottes unerreichbare jenseitige Gegenwelt, hier der faule Kompromiss mit dem Diesseits, dort der ebenso faule pseudorevolutionäre Hass auf das Bestehende – verfehle die Wirklichkeit, in die hinein das konkrete Gebot Gottes den Christen hier und heute stelle. Das schlichte Dasein Jesu Christi im leidenden Nächsten decke die falschen Fronten der Gegenwart auf: „Schlimmer als die böse Tat ist das Bösesein. Schlimmer ist es, wenn ein Lügner die Wahrheit sagt, als wenn ein Liebhaber der Wahrheit lügt; schlimmer, wenn ein Menschenhasser Bruderliebe übt, als wenn ein Liebhaber der Menschen einmal vom Hass überwältigt wird.“ Um den Nächsten zu retten und das Menschenrecht angesichts der totalen Herrschaft des Bösen (in Gestalt des NS-Staates) zu bezeugen, sei der Christ unter Umständen zum Bruch aller Zehn Gebote genötigt.
Seine Gefängnisbriefe (April bis August 1944) an Eberhard Bethge enthielten offene Fragen, Skizzen, Aphorismen und Visionen, die auf eine umfassende Abkehr von allen religiösen Formen des christlichen Glaubens und Hinwendung zu einem „religionslosen Christentum“ zielten:
„Die Zeit, in der man alles den Menschen durch Worte … sagen konnte, ist vorüber; ebenso die Zeit der Innerlichkeit und des Gewissens, und das heißt eben die Zeit der Religion überhaupt.“
Jedes Stichwort stand für eine Variante der protestantischen Theologie: Wortmitteilung für die lutherische Orthodoxie, Innerlichkeit für Schleiermachers romantisches „Gefühl der schlechthinnigen Abhängigkeit“, Gewissen für Albrecht Ritschls und Wilhelm Herrmanns neokantianischen Moralismus. Demgegenüber sah Bonhoeffer eine Zukunft ohne Religion voraus:
„Wir gehen einer völlig religionslosen Zeit entgegen, die Menschen können einfach so wie sie nun einmal sind, nicht mehr religiös sein. Unserem ganzen bisherigen ‚Christentum‘ wird das Fundament entzogen, und es sind nur noch ein paar letzte Ritter, oder ein paar intellektuell Unredliche, bei denen wir religiös ‚landen‘ können.“
Das „religiöse Landen“ meinte die herkömmliche apologetische Methodik, einen Grenzbezirk im menschlichen Denken und Fühlen aufzuweisen, um dort „Gott“ zu vermitteln und einleuchtend zu machen:
„Die Religiösen sprechen von Gott, wenn menschliche Erkenntnis zu Ende ist oder menschliche Kräfte versagen – es ist eigentlich immer der deus ex machina [Gott aus der Maschine], den sie aufmarschieren lassen – entweder zur Scheinlösung unlösbarer Probleme oder als Kraft bei menschlichem Versagen, immer also in Ausnutzung menschlicher Schwäche bzw. an den menschlichen Grenzen. […]“
Die religiöse Art des Redens von Gott sei „einerseits metaphysisch, andererseits individualistisch“: Dies bezog sich auf den katholischen Thomismus ebenso wie auf die lutherische Rechtfertigungslehre. Beide verfehlten die Situation des heutigen Menschen, der seine Welt nicht mehr unter religiösen Vorzeichen sehe und gestalte. Der Prozess der Aufklärung und Säkularisierung sei unumkehrbar:
„Ich will also darauf hinaus, dass man Gott nicht noch an irgendeiner letzten Stelle hineinschmuggelt, sondern dass man die Mündigkeit der Welt und des Menschen einfach anerkennt … Wir können nicht redlich sein, ohne zu erkennen, dass wir in dieser Welt leben müssen – ‚etsi deus non daretur‘ [auch wenn es Gott nicht gäbe]. Der Auferstehungsglaube ist nicht die Lösung des Todesproblems. Das Jenseits Gottes ist nicht das Jenseits unseres Erkenntnisvermögens! … Gott ist mitten in unserem Leben jenseitig.“
Diese Einsicht fand Bonhoeffer gerade im Evangelium:
„Gott selbst zwingt uns zu dieser Erkenntnis … [der unumkehrbar mündig gewordenen Welt] Der Gott, der mit uns ist, ist der Gott, der uns verlässt … Gott lässt sich aus der Welt herausdrängen ans Kreuz, Gott ist ohnmächtig und schwach in der Welt und gerade und nur so ist er bei uns und hilft uns … nicht kraft seiner Allmacht, sondern kraft seiner Schwachheit, seines Leidens! … Die Religiosität des Menschen weist ihn in seiner Not an die Macht Gottes in der Welt, Gott ist der deus ex machina. Die Bibel weist den Menschen an die Ohnmacht und das Leiden Gottes; nur der leidende Gott kann helfen. Insofern kann man sagen, dass die beschriebene Entwicklung zur Mündigkeit der Welt, durch die mit einer falschen Gottesvorstellung aufgeräumt wird, den Blick frei macht für den Gott der Bibel, der nur durch seine Ohnmacht in der Welt Macht und Raum gewinnt …“
Gerade weil Bonhoeffer an die Gegenwart Christi in dieser Welt glaubte, war „Religion“ für ihn Flucht aus der Realität in ein imaginäres Jenseits. Dies zielte nicht auf eine neue „modernere“ Auslegung der Bibel für Atheisten, wie es später die Gott-ist-tot-Theologie unternahm, sondern auf eine ganz andere christliche Existenzweise:
„Jesus ruft nicht zu einer neuen Religion, sondern zum Leben.“
Damit wagte er eine erste Antwort, wie ein künftiges Christuszeugnis in einer faktisch religions- und gottlosen Welt aussehen könne. Realitätsgerecht sei allein das Leiden für Andere unter Verzicht auf jeden religiösen Egoismus und jede heimliche Missionsabsicht. Die Kirche habe sich in der Zeit des Nationalsozialismus als unfähig erwiesen,
„Träger des versöhnenden und erlösenden Wortes für die Menschen und für die Welt zu sein. Darum müssen die früheren Worte kraftlos werden und verstummen, und unser Christsein wird heute nur in zweierlei bestehen: im Beten und Tun des Gerechten unter den Menschen. … jeder Versuch, ihr [der Kirchengestalt] vorzeitig zu neuer organisatorischer Machtentfaltung zu verhelfen, wird nur eine Verzögerung ihrer Umkehr und Läuterung sein.“
Die künftige Kirche müsse gleich zu Beginn alles Eigentum den Notleidenden geben. Die Pfarrer müssten ausschließlich von den freiwilligen Gaben der Gemeinden leben, eventuell von einem sonstigen Beruf. Sie müssten ständig und ganz an den gesellschaftlichen Aufgaben teilnehmen, „nicht herrschend, sondern helfend und dienend“. Nur so könnten Christen den Menschen zeigen, was ein Leben in Christus heiße und als Vorbilder wirken.

### Theologie nach Auschwitz
Unter diesem Schlagwort haben vor allem auch Theologen religionskritische Überlegungen angestellt, zum Beispiel Dorothee Sölle. Auch das Theodizee-Problem hat durch Auschwitz (pars pro toto für die Shoa) eine Verschärfung erfahren, so bei Günther Anders, für den Gott stets einer ist, der Auschwitz zugelassen hat.
Innerhalb der katholischen Kirche hat der Theologe Karl Rahner ein anonymes Christentum angedacht, also ein aus der Legitimität des Zweifels geborenes Abfallen von der Religion, das entgegen der Formel extra ecclesiam nulla salus doch heilig sein könne (vgl. auch Zweites Vatikanisches Konzil).
Siehe auch: Hans Jonas

## Dokumentarfilme
- Erlöse uns von dem Bösen (2006), Regie: Amy Berg, USA
- David wants to fly, Regie: David Sieveking, Deutschland 2010
- Gottes missbrauchte Dienerinnen, Regie: Eric Quintin, Marie-Pierre Raimbault, Frankreich 2019
- Sag es niemandem, Regie: Tomasz Sekielski, Polen 2019
- Buddhismus: Missbrauch im Namen der Erleuchtung, Regie: Elodie Emory, Wandville Lanos, Frankreich 2022, arte

## Einzelbelege
1. ↑  Günther Rohrmoser: Die Religionskritik des 19. Jahrhunderts und ihre Überwindung im Denken Martin Heideggers, in: Herbert Breit und Klaus-Dieter Nörenberg: Religionskritik als theologische Herausforderung; München 1972, S. 57 ff.
2. ↑  Reinhold F. Glei: Et invidus et inbecillus. Das angebliche Epikurfragment bei Laktanz, De ira dei 13,20-21, in: Vigiliae Christianae 42 (1988), S. 47–58; Arthur Stanley Pease (Hrsg.): M. Tulli Ciceronis De natura deorum. Libri secundus et tertius, Cambridge (Mass.) 1958, S. 1232f.
3. ↑  nach Hans Joachim Kraus: Theologische Religionskritik, Neukirchen-Vluyn 1982, S. 116
4. ↑  Helmuth Vetter: POSEIDONIOS von Apameia. In: Biographisch-Bibliographisches Kirchenlexikon (BBKL). Band 7, Bautz, Herzberg 1994, ISBN 3-88309-048-4, Sp. 856–857 (Artikel/Artikelanfang im Internet-Archive).
5. ↑  Friedrich W. Kantzenbach: Religionskritik der Neuzeit. Goldmann, München 1972, ISBN 3-442-80012-9, S. 7
6. ↑  Friedrich W. Kantzenbach: Religionskritik der Neuzeit. München 1972, S. 9
7. ↑  Bernd Roeck: Der Morgen der Welt. Geschichte der Renaissance. Beck, München 2020, S. 669.
8. ↑  Bernd Roeck: Der Morgen der Welt. Geschichte der Renaissance. Beck, München 2020, S. 672.
9. ↑  Zitiert nach Bernd Roeck: Der Morgen der Welt. Geschichte der Renaissance. Beck, München 2020, S. 672.
10. ↑  Bernd Roeck: Der Morgen der Welt. Geschichte der Renaissance. Beck, München 2020, S. 673.
11. ↑  Friedrich W. Kantzenbach: Religionskritik der Neuzeit. München 1972, S. 9f.
12. ↑  Hans-Walter Krumwiede (Hrsg.): Kirchen- und Theologiegeschichte in Quellen, Band IV/1: Neuzeit, Neukirchener Verlag 1979, ISBN 3-7887-0583-3, S. 111 ff.
13. ↑  So etwa bei Karl Marx: „Die Kritik der Religion ist die Voraussetzung aller Kritik.“, Zur Kritik der Hegelschen Rechtsphilosophie (1844). Einleitung, MEW 1, S. 378, e-Text.
14. ↑  Ernst Aster, Geschichte der Philosophie S. 340–342
15. ↑  Ludwig Feuerbach: Vorlesungen über das Wesen der Religion, Leipzig 1851, XX. Vorlesung
16. 1 2 3  Karl Marx: Zur Kritik der Hegelschen Rechtsphilosophie. Einleitung 1843–1844, in Karl Marx/Friedrich Engels – Werke. Dietz Verlag, Berlin 1976, Band I, S. 378–391 online
17. ↑  Friedrich Engels. In: Karlheinz Deschner (Hrsg.): Das Christentum im Urteil seiner Gegner Max Hüber, Ismaning 1986, S. 312–315.
18. ↑  Nietzsche, Friedrich, AC I,2
19. ↑  Uwe Swarat, Die historische Jesusforschung und ihre dogmatischen Implikationen, In: Volker Spangenberg und André Heinze (Herausgeber), Der historische Jesus im Spannungsfeld von Glaube und Geschichte, 2010, Evangelische Verlagsanstalt, ISBN 3-374-02759-8
20. ↑  Weaver, Walter P. (1999). The Historical Jesus in the Twentieth Century, 1900–1950. Trinity. pp. 45–50.
21. ↑  Van Voorst, Robert E. (2000). Jesus Outside the New Testament: An Introduction to the Ancient Evidence. Eerdmans Publishing. pp. 7–11, ISBN 0-8028-4368-9.
22. ↑  
Ferdinand Christian Baur: Die Sogenannten Pastoralbriefe Des Apostels Paulus (1835). Kessinger Publishing, 2010, ISBN 1-166-87305-6.
23. ↑  
Ferdinand Christian Baur: Paulus, der Apostel Jesu-Christi. Sein Leben und Wirken, seine Briefe und seine Lehre. Becher u. Müller, 1845.
24. ↑  Arthur Drews (Autor), Hermann Detering (Herausgeber), Die Leugnung der Geschichtlichkeit Jesu in Vergangenheit und Gegenwart, Verlag G. Braun, 2016
25. ↑  Eduard Verhoef, Willem Christiaan van Manen: a Dutch radical New Testament scholar, Hervormde Teologiese Studies 55/1 (1999), 221–227. (New Testament Abstracts 44 [2000], 19), PDF.
26. ↑  Sigmund Freud: Das Unbehagen in der Kultur und andere kulturtheoretische Schriften. 2. Auflage. Fischer Taschenbuch Verlag, Frankfurt am Main 2010, ISBN 978-3-596-90207-1, S. 39.
27. ↑  Karl Popper: Die offene Gesellschaft und ihre Feinde, Bd. 2, 6. Aufl. München 1980, S. 336
28. ↑  Edward Zerin: Karl Popper On God: The Lost Interview; in: Skeptic 6/2 (1998)
29. ↑  siehe auch: Wikibook Studienführer Hans Albert: Kritikimmunisierungsstrategien
30. ↑  Vgl. Hans Albert: Traktat über kritische Vernunft, 4. Aufl. Tübingen 1980, S. 34–36
31. ↑  J. P. Sartre: L’existentialisme est un humanisme, dt.: Ist der Existentialismus ein Humanismus?, Ullstein, Frankfurt 1989, S. 35
32. ↑  Karl Jaspers: Die maßgebenden Menschen, 8. Aufl., Piper, 1997, München, 1980, S. 26 u. 80
33. ↑  Siehe etwa Philip Kitcher: The Many-Sided Conflict Between Science and Religion. In The Blackwell Guide to the Philosophy of Religion, S. 266–282. Blackwell, Oxford 2005, ISBN 0-631-22128-X
34. ↑  Jerry Coyne: Truckling to the Faithful: A Spoonful of Jesus Helps Darwin Go Down. 22. April 2009.
35. ↑  Victor Stenger: God: The Failed Hypothesis: How Science Shows that God does not Exist. Prometheus, Amherst 2007, ISBN 1-59102-481-1
36. ↑  Alan Sokal: Pseudosciences et postmodernisme : adversaires ou compagnons de route ? Odile Jacob, Paris 2005, ISBN 2-7381-1615-9
37. ↑  Joseph Ratzinger: Einführung in das Christentum (2. Auflage) München 1968, Seite 225 bzw. Uta Ranke-Heinemann: Eunuchen für das Himmelreich. Katholische Kirche und Sexualität von Jesus bis Benedikt XVI. Heyne(erweiterte und aktualisierte Neuausgabe), München 2012, ISBN 978-3-453-16505-2, S. 565f.
38. ↑  Vgl. insbesondere Uta Ranke-Heinemann: Nein und Amen. Mein Abschied vom traditionellen Christentum. Heyne, München 2002, ISBN 3-453-21182-0.
39. ↑  Die Zeit - Feuilleton : Der Fluch des Christentums. 30. November 2005, archiviert vom Original; abgerufen am 20. September 2024.
40. ↑  Wolfgang Krebs: Plädoyer für eine fragwürdige Religion. Zu Herbert Schnädelbachs Beitrag Der Fluch des Christentums (Memento vom 19. September 2012 im Webarchiv archive.today), ZEIT Nr. 20, 11. Mai 2000, S. 41–42; Dokumentation der Kontroverse DER FLUCH DES CHRISTENTUMS
41. ↑  Herbert Schnädelbach: Religion in der modernen Welt. Vorträge, Abhandlungen, Streitschriften. Fischer Verlag, Frankfurt am Main 2009, ISBN 978-3-596-18360-9
42. ↑  Andreas Kilian: Egoismus, Macht und Strategien. Eine tradierte Form von Unwahrheit, um immer das letzte Wort haben zu können. Soziobiologie im Alltag. Alibri, Aschaffenburg 2009, ISBN 978-3-86569-047-0
43. ↑  Michael Blume: Der Jesuswahn von Heinz-Werner Kubitza. (Rezension) In: SciLogs. 1. Juli 2011, abgerufen am 5. März 2015.
44. ↑  Thomas Grüter: Magisches Denken. Wie es entsteht und wie es uns beeinflusst. Scherz, Frankfurt am Main 2010, ISBN 978-3-502-15158-6, S. 31 f.
45. ↑  Achim Weller: Du bist Gott Humanistischer Verlag Bad Homburg 2021, ISBN 978-3-96443-989-5
46. ↑  Martin Luther: Vorrede zum Jakobus- und zum Judasbrief (1522). WA DB 7, 384–386
47. ↑  Martin Luther: Vorrede zum Neuen Testament (1522). WA DB 6, 2–10
48. ↑  Johann Heinrich Tieftrunk: Versuch einer Kritik der Religion und aller religiösen Dogmatik, mit besonderer Rücksicht auf das Christenthum. Berlinisches Journal für Aufklärung Nr. 6 (1790), S. 167–220; Censur des christlichen protestantischen Lehrbegriffs nach den Principien der Religionskritik, 3 Bände, 1791–1795. Dargestellt bei Friedrich Wilhelm Kantzenbach:  Religionskritik der Neuzeit. Einführung in ihre Geschichte und Probleme. Wilhelm Goldmann, München 1972
49. ↑  Dietrich Bonhoeffer: Widerstand und Ergebung. Briefe und Aufzeichnungen aus der Haft. Hrsg. von Gremmels/Bethge/Bethge. [= Dietrich Bonhoeffer Werke. Achter Band.] Gütersloh 1998. S. 403.
50. ↑  Dietrich Bonhoeffer: Widerstand und Ergebung. Briefe und Aufzeichnungen aus der Haft. Hrsg. von Gremmels/Bethge/Bethge. [= Dietrich Bonhoeffer Werke. Achter Band.] Gütersloh 1998. S. 407.
51. ↑  Dietrich Bonhoeffer: Widerstand und Ergebung. Briefe und Aufzeichnungen aus der Haft. Hrsg. von Gremmels/Bethge/Bethge. [= Dietrich Bonhoeffer Werke. Achter Band.] Gütersloh 1998. S. 533.
52. ↑  Dietrich Bonhoeffer: Widerstand und Ergebung. Briefe und Aufzeichnungen aus der Haft. Hrsg. von Gremmels/Bethge/Bethge. [= Dietrich Bonhoeffer Werke. Achter Band.] Gütersloh 1998, S. 533–534.
53. ↑  Eberhard Bethge: Bonhoeffer, rororo Bildmonographien 236, ISBN 3-499-50236-4, S. 118–126